# Histoire de l'Arabie saoudite
 (août 2008).
 (novembre 2009).
Si vous disposez d'ouvrages ou d'articles de référence ou si vous connaissez des sites web de qualité traitant du thème abordé ici, merci de compléter l'article en donnant les références utiles à sa vérifiabilité et en les liant à la section « Notes et références ».
L’histoire de l'Arabie saoudite proprement dite débute le 21 septembre 1932 avec la proclamation officielle par Abdelaziz Ibn Saoud du royaume d'Arabie saoudite, concrétisant ses conquêtes d'une grande partie de la péninsule arabique, à partir de la ville de Riyad reprise en 1902.
Ce royaume est le troisième État dominé par la famille royale saoudienne, le premier étant né en 1744, à Dariya, de l'alliance entre le chef tribal de cette oasis du Nejd, Mohammed ben Saoud et le prédicateur du tawhid Mohammed ben Abdelwahhab : émirat de Dariya (1744-1818).
Cependant, la région de l'Arabie saoudite actuelle est riche d'une histoire humaine remontant à la Préhistoire et a été au VIIe siècle le berceau de l'islam. La dynastie saoudienne repose en partie sur cette origine religieuse.

## Préhistoire

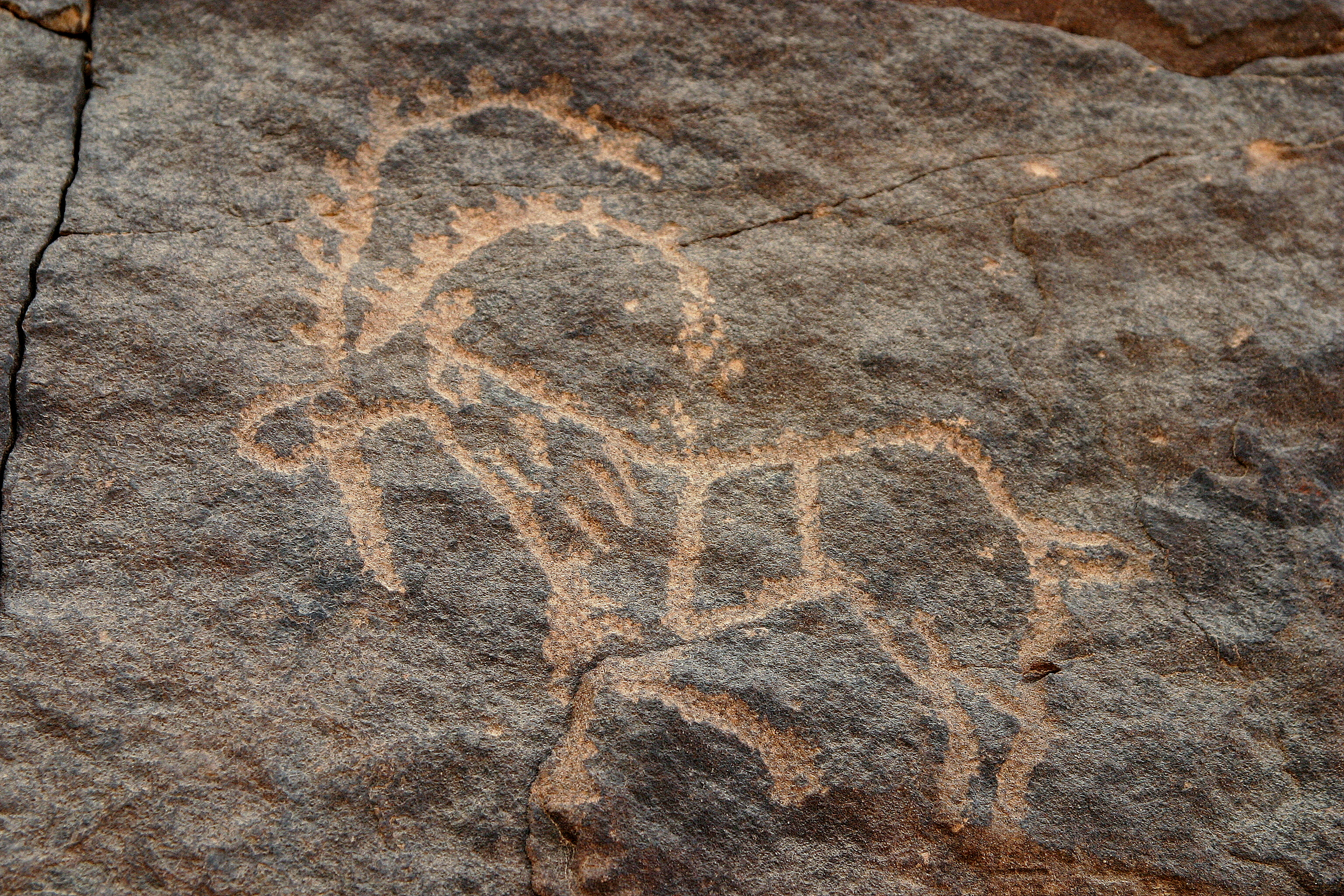
Pétroglyphe,, province de Najran.

Les premières explorations archéologiques menées avant le milieu des années 1970 ont mis en évidence les traces d'un peuplement ancien de la péninsule, datant d'entre 300 000 et 500 000 ans
Sauf précision contraire, les dates de cet article sont sous-entendues « avant l'ère commune », c'est-à-dire « avant Jésus-Christ ».
. Une équipe internationale de chercheurs établit en novembre 2018 dans la revue Nature d'un peuplement plus ancien encore qu'imaginé jusqu'alors : des populations de type Homo erectus auraient occupé la péninsule arabique cent mille ans auparavant.
Ces hominidés n'auraient pas eu besoin de s'adapter au climat de l'époque, découvrant une Arabie Verte hospitalière.
Des outils de la fin du Paléolithique et du Néolithique, trouvés dans un Rub al-Khali aujourd'hui désertique, y ont été laissés par des chasseurs ou des colons venus s'installer sur les berges des lacs : une première vague de ces peuplements a eu lieu il y a 17 000 ans, suivie d'une autre il y a 10 000 ans et d'une dernière il y a 5 000 ans. Des fouilles le long de la côte du Nord-Est ont fait la preuve de l'existence de liens antérieurs à -2500 (4500 ans avant le présent) avec les civilisations mésopotamiennes.
- Al-Magar, culture néolithique du Nejd

## Antiquité
Pendant cette période, la péninsule est marquée par la présence de tribus arabes, qui ont pu être, tardivement et partiellement, de religion chrétienne (dont le nestorianisme), ou juive (Himyar), et probablement une importante minorité de gens d'origine grecque, au moins sur les côtes.
Les habitants de la péninsule sont en partie des sédentaires vivant dans de petites agglomérations, généralement formées autour d'un cours d'eau, d'une source ou d'une oasis.
Il existe également des nomades, bédouins, vivant dans des campements de tentes en milieu désertique.
Il existe enfin des tribus marchandes.
L'Arabie préislamique, c'est donc d'abord la variété des tribus d'Arabie, Qahtanites (du Sud), Adnanites (du Nord), de langue arabe. Au moins, deux peuples (ou tribus) arabes (Ad et Thamud) sont réputés disparus depuis suffisamment longtemps pour qu'on leur attribue divers événements non datables : domestication du chameau, prophète Houd, prophète Sâlih, anciennes cités de la péninsule arabique.
Une partie de la route de l'encens et de la myrrhe, produits de l'actuel Yémen, sans doute commercialisés depuis -1800 vers la Méditerranée (Aqaba et Gaza), passe par la partie nord-ouest de la péninsule arabique, un temps annexée par les Achéménides puis les Séleucides :
- Royaume de Qédar (de -850 à -350, Nord-Arabie et Sud-Syrie et Palestine, capitale : Dumat Al-Djandal),
- Royaume nabatéen (vers 350-106, Nord-Ouest Arabie, Sud-Jordanie, capitale Pétra, ruines de Madâin Sâlih).

Le royaume de Lihyan (vers 550-250, Dadan, Al-'Ula) est lié à la route de l'encens, tout comme Tayma et Tabuk.
Le royaume de Kindah (vers 450-550, Nejd, Al Faw), au moins un temps vassal du royaume d'Himyar, renvoie également à l'histoire du Yémen, ou plus exactement à l'histoire de l'Arabie sud-péninsulaire : Royaume de Saba, Marib, Qataban, Awsan, Ma'in, Hadramaout, Himyar.
Le petit groupe tribal atypique Solluba (en) ou Sulayb / Sleb / Sulluba, peut-être Huteimi (en), en partie dans le désert du Néfoud (Nord-Ouest), serait lié à la région nommée Magan (dans l'Omanais), et à la région nommée Gédrosie (après l'expédition d'Alexandre le Grand) puis satrapie de Maka (en), ou Makran/Mékran (dans le Baloutchistan, Iran-Pakistan).

Langues sémitiques
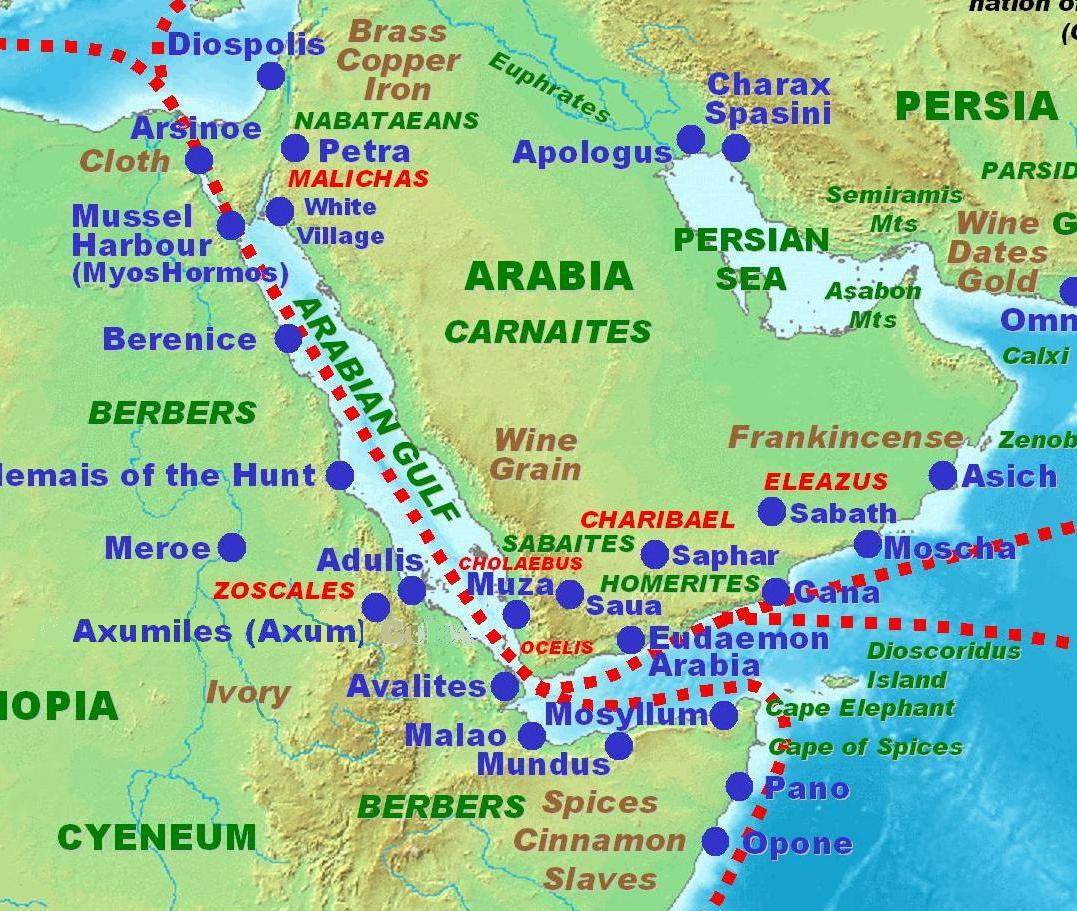
Royaume Himyarite et environs, vers 100-200, selon le Périple de la mer Érythrée
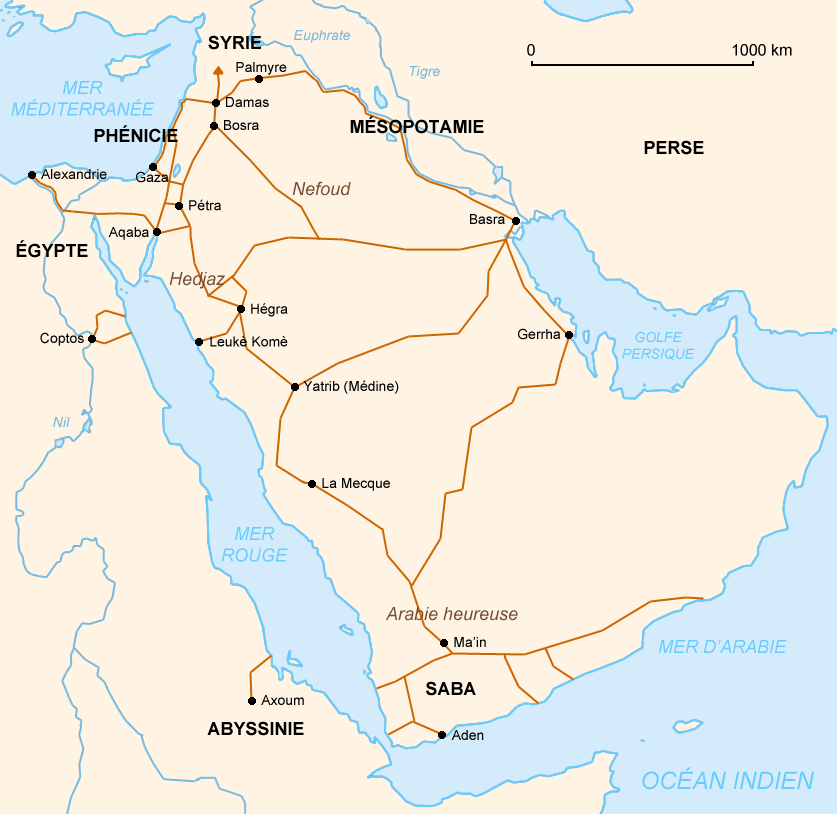
Routes commerciales terrestres des Nabatéens
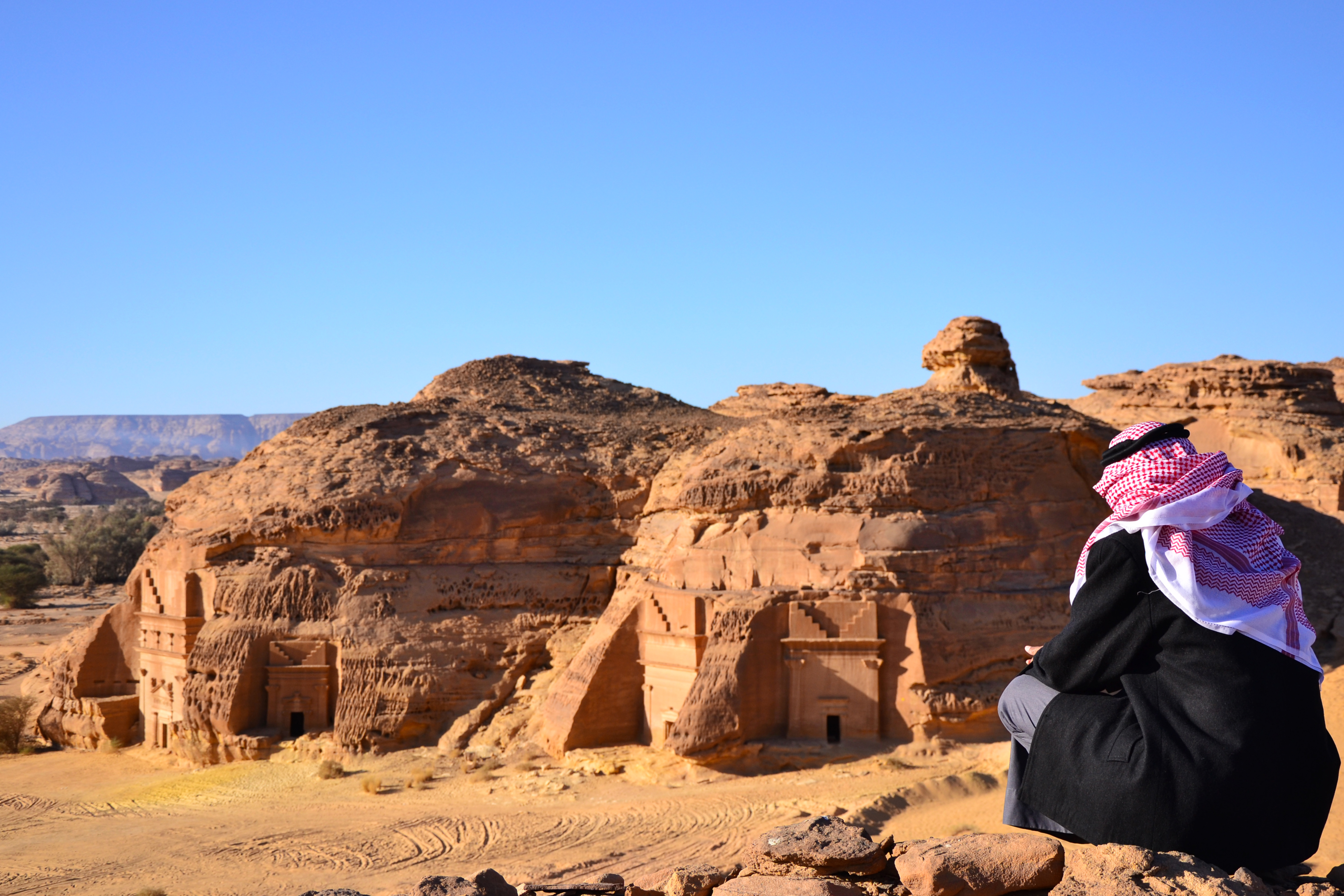
Madâin Sâlih : Hégra (Al-Hijr)
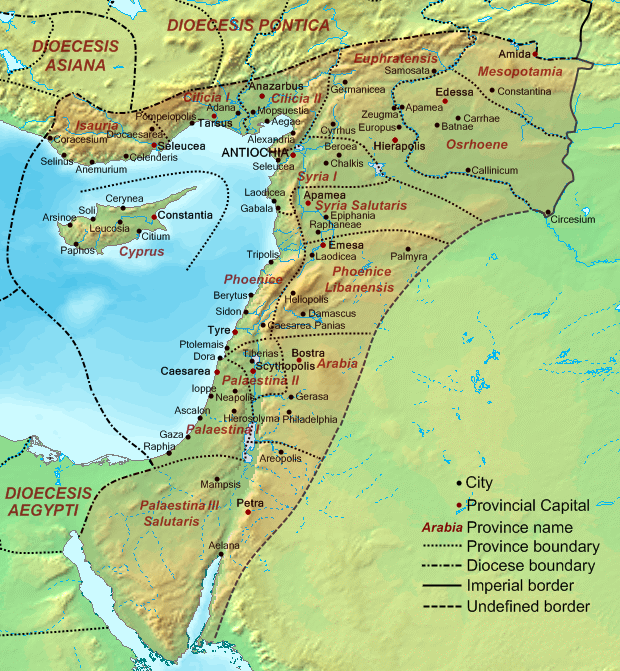
Diocèse byzantin d'Orient vers 400

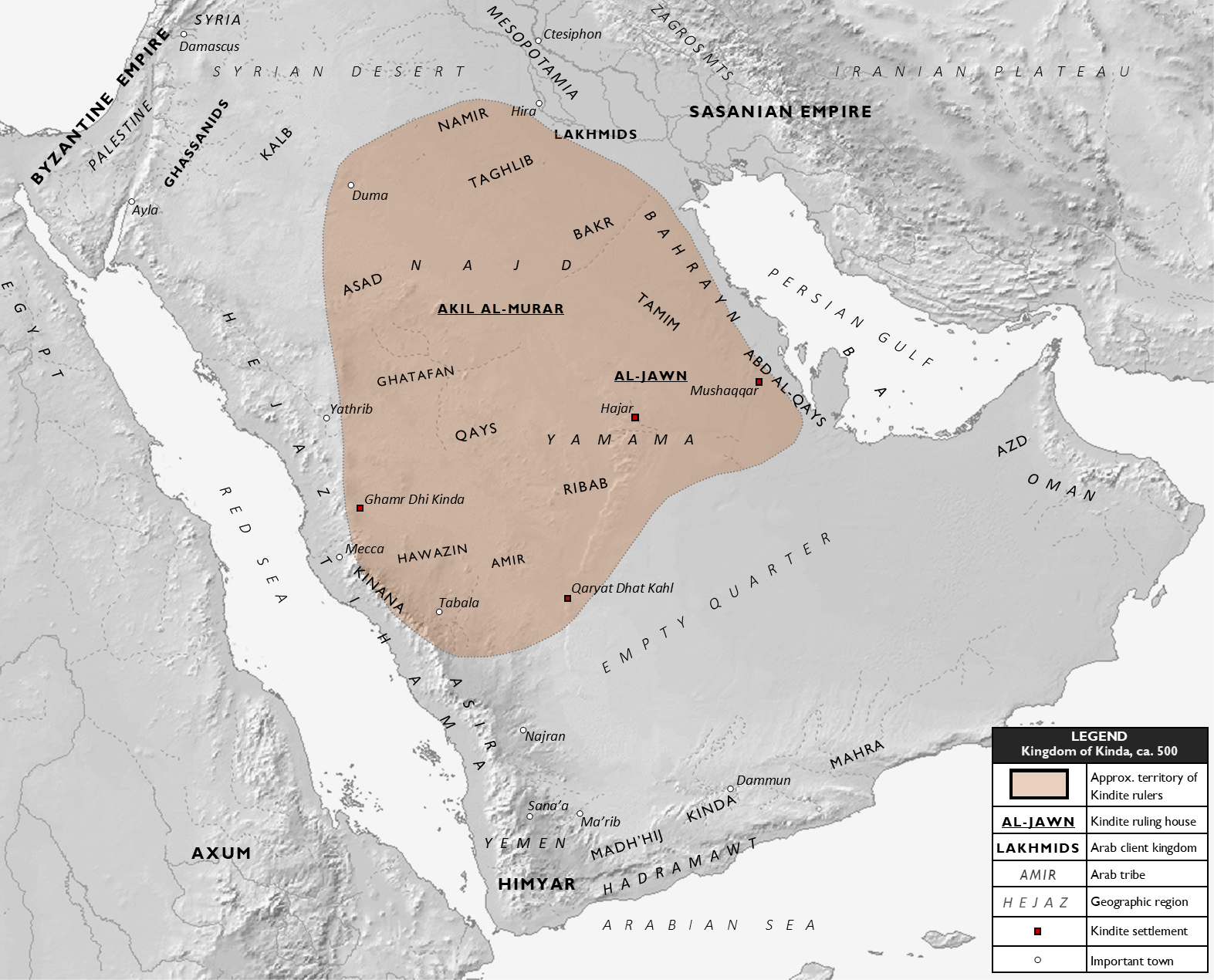
Royaume de Kindah, vers 500.
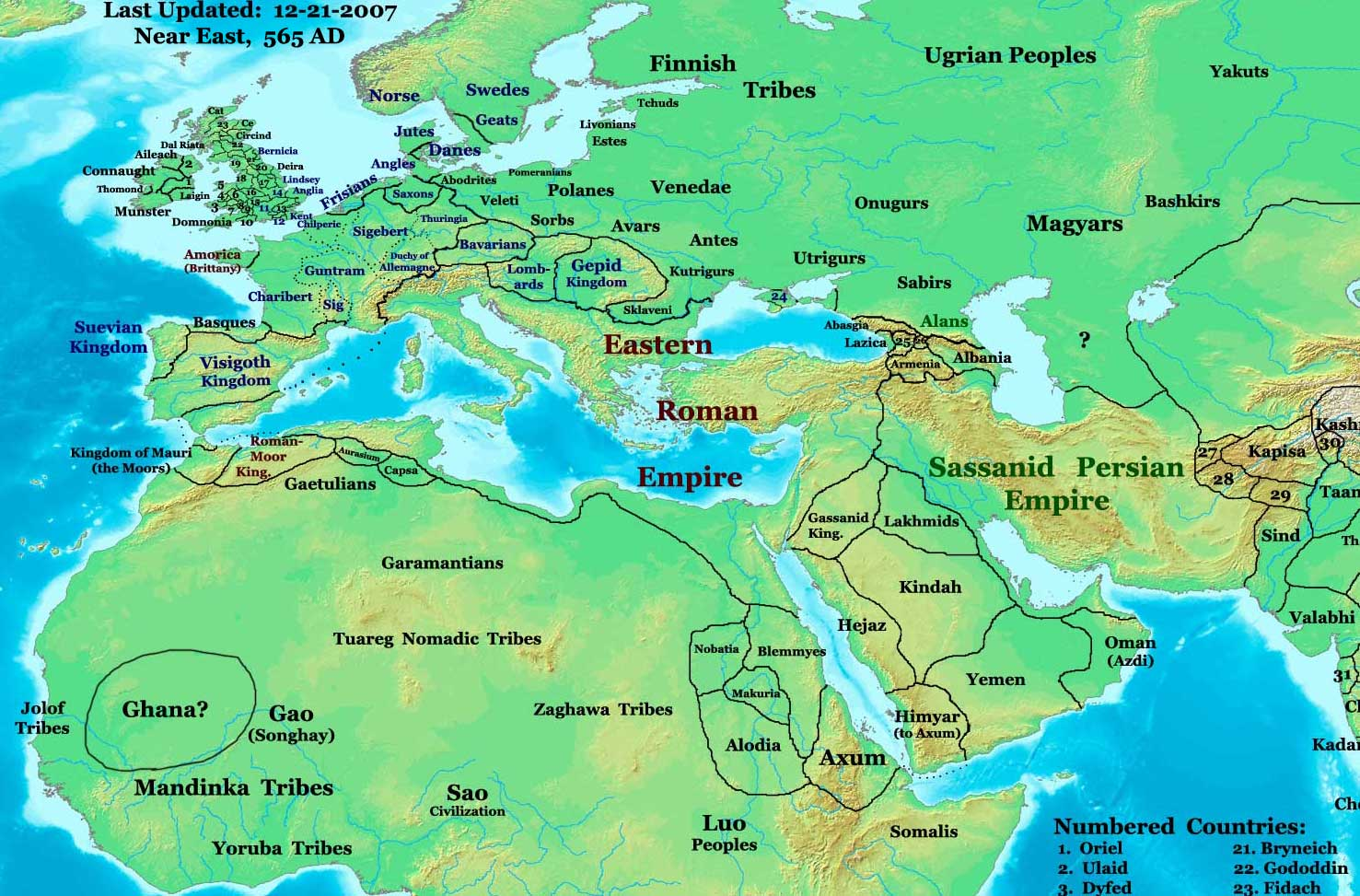
Situation vers 565.
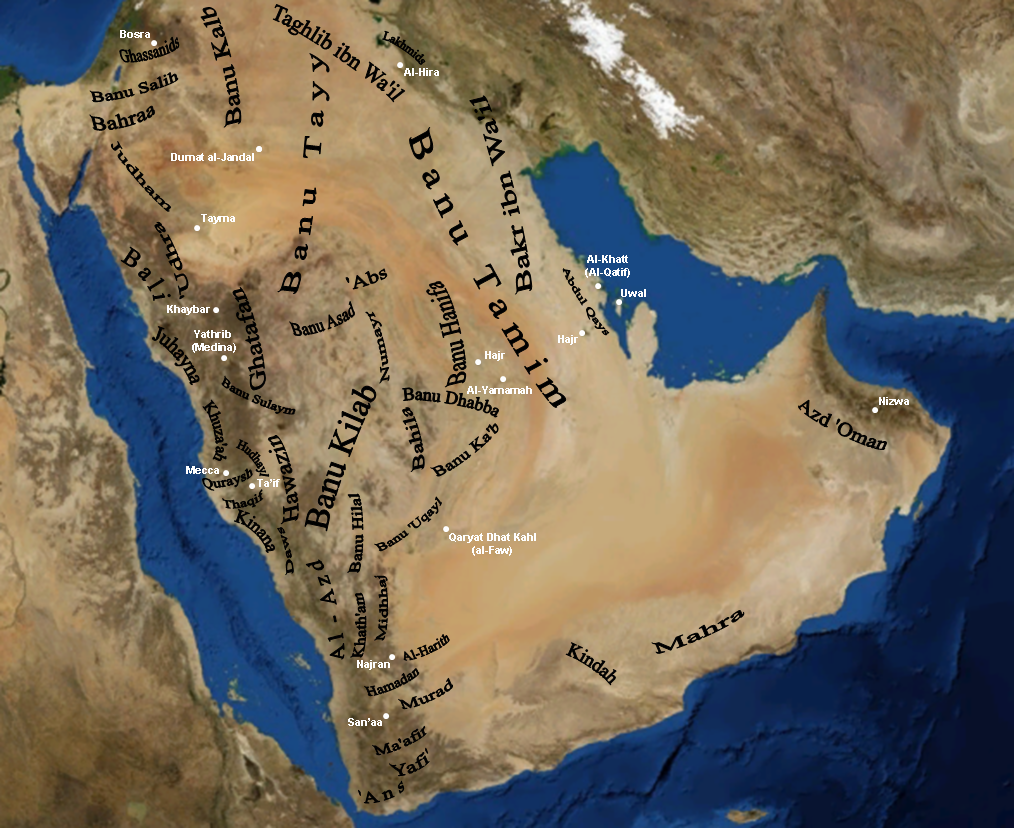
Tribus arabes au début de l'ère islamique
Localisation traditionnelle des principales tribus vers 600
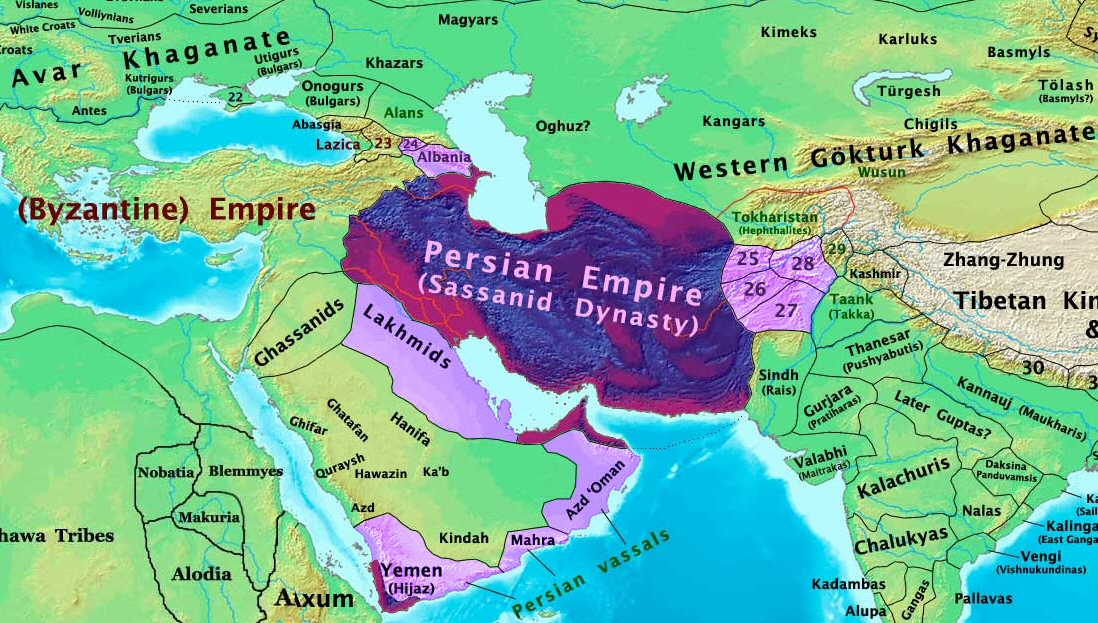
Proche-Orient vers 600

Après les campagnes d'Auguste en Afrique et en Arabie (de -30 à +6), se constitue la province romaine d'Arabie Pétrée (Bosra, Pétra) : la protection de l'Égypte romaine et byzantine (de -30 à +641) et de la province romaine de Judée (6-135, puis Syrie-Palestine de 135 à 390) passe par la constitution d'un Limes Arabicus, frontière du désert contre les attaques des tribus du désert d'Arabie et de l'incursion des armées perses (guerres perso-romaines), et d'une Via Nova Traiana (Bosra-Aqaba), souvent restaurée.
Au début de notre ère, deux royaumes arabes émergent, aux marges Nord, et s'imposent comme tampons contre toute excursion arabe péninsulaire :
- royaume des Ghassanides (220-638, capitale Jabiyah (Golan)),
- royaume des Lakhmides (300-602), alliés / vassaux des Sassanides, capitale Al-Hira (Nadjaf, Irak actuel).

C'est dans ce contexte complexe qu'apparaît, plus au Sud, dans la tribu des Quraych, le prophète Mahomet (570-632, arbre généalogique de Mahomet), dont le message ou révélation, à l'origine de l'Islam, marque la fin de l'ignorance (Jâhilîya).

## Moyen Âge

### Naissance de l'islam

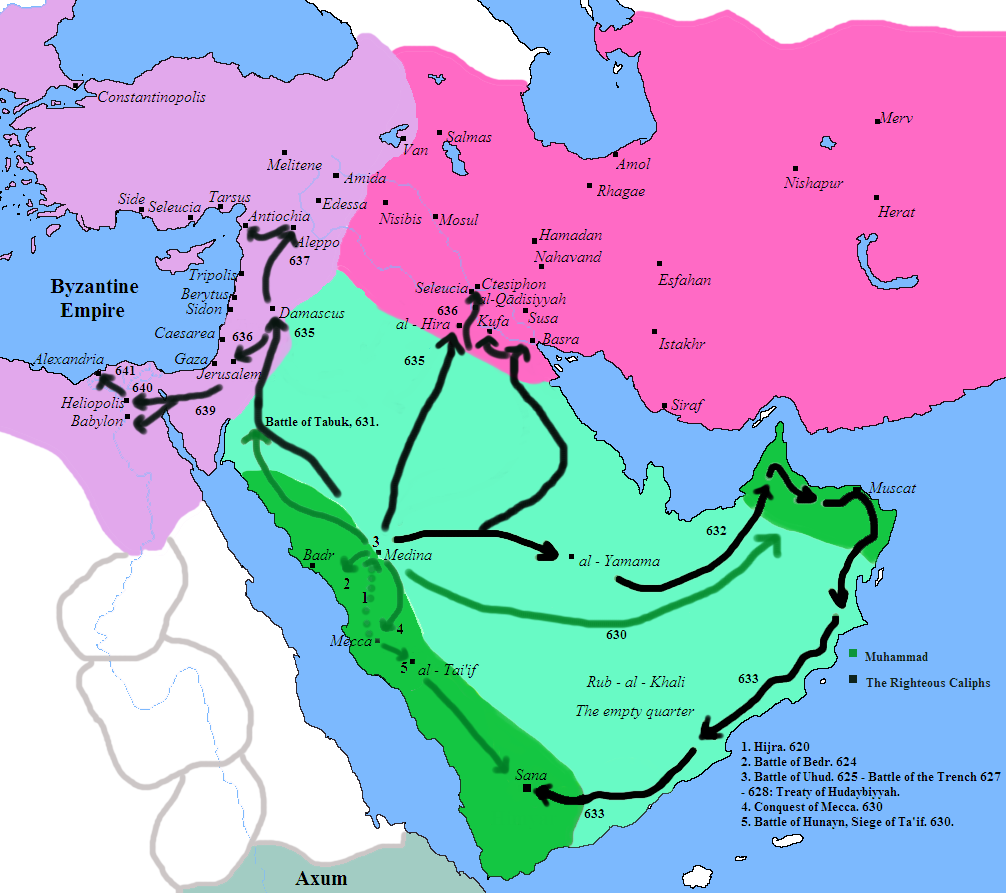
Expansion de l'islam en 620-630.
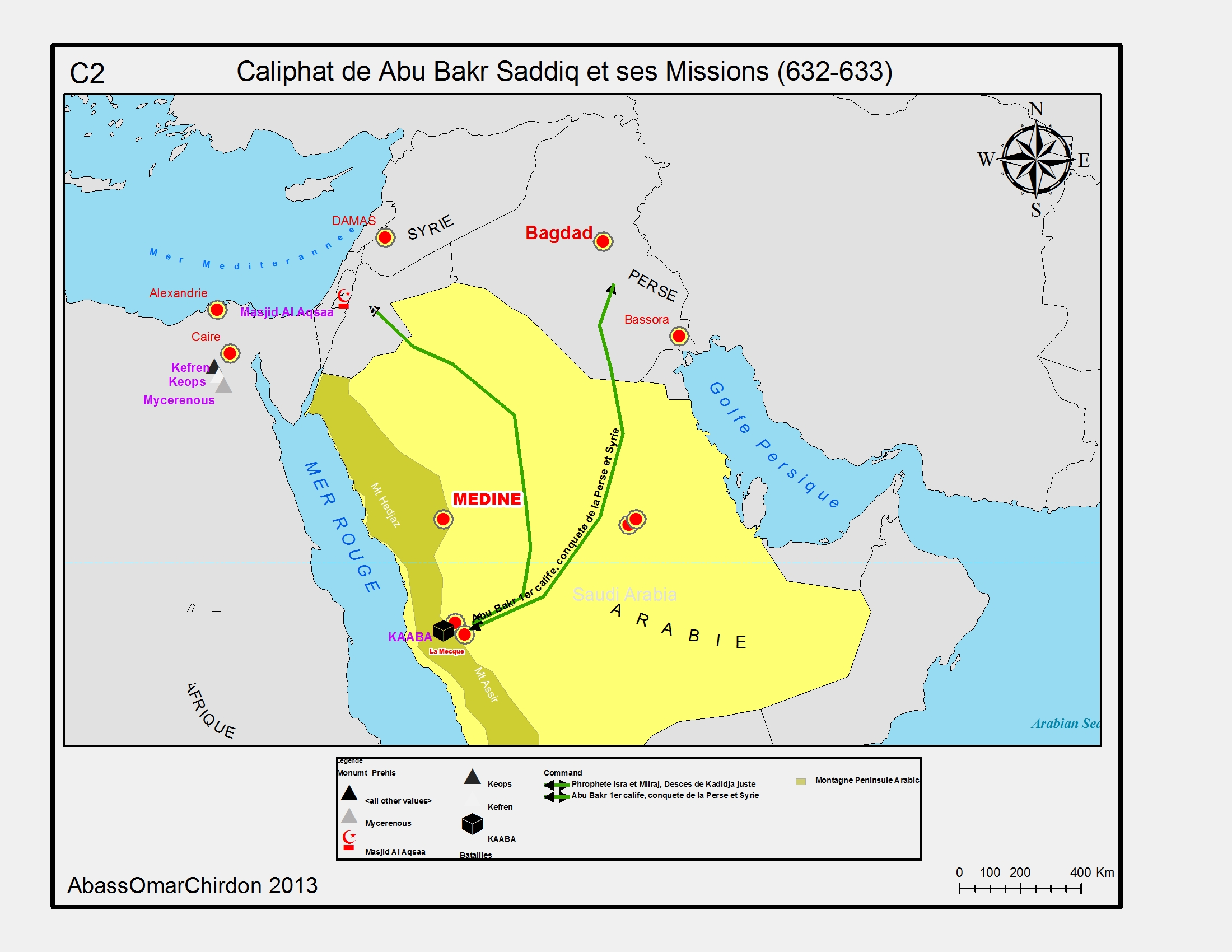
Califat à l'époque d'Abou Bakr As-Siddiq en 633.
Campagnes musulmanes en 637-638.
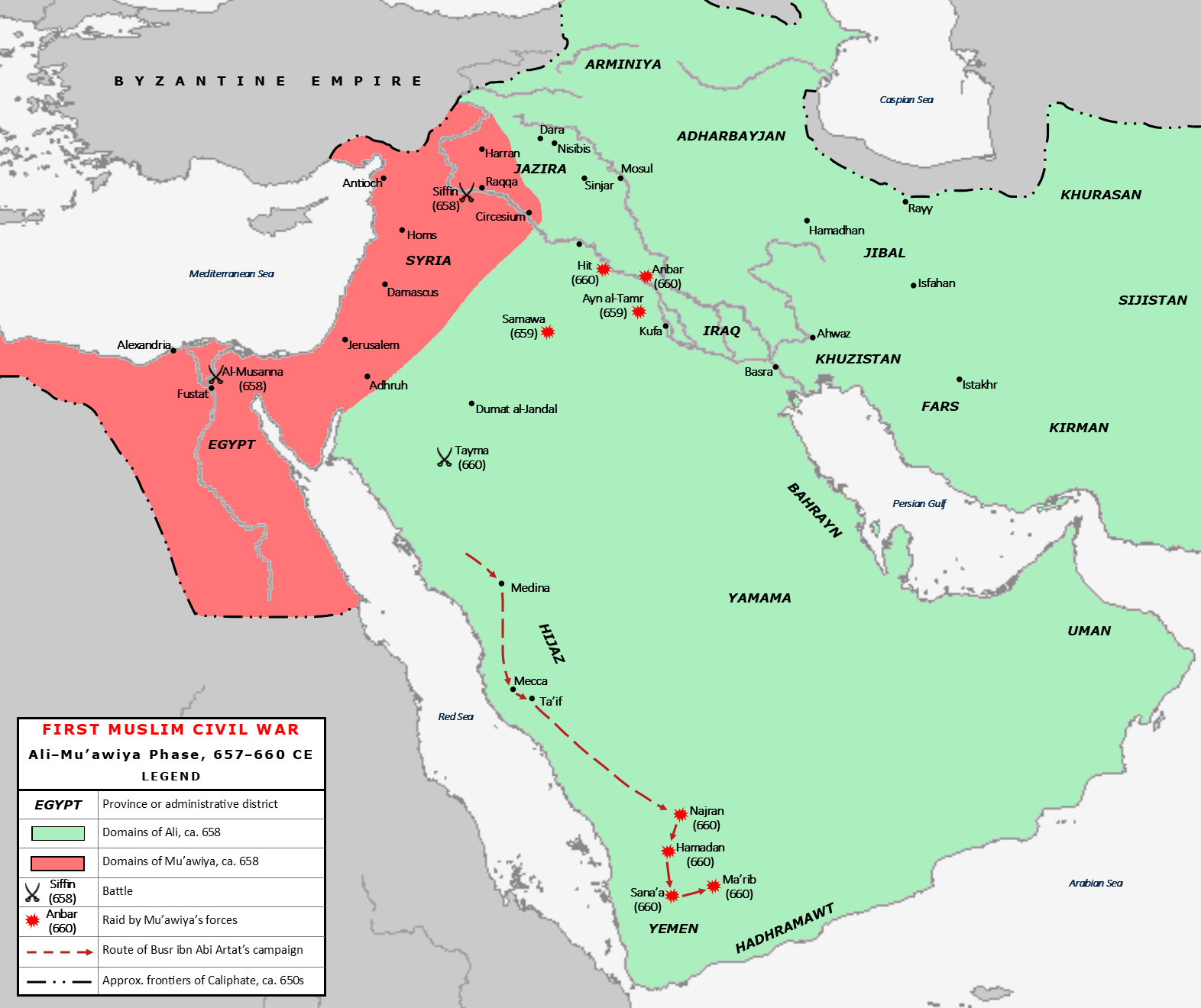
Grande discorde, 656-661.
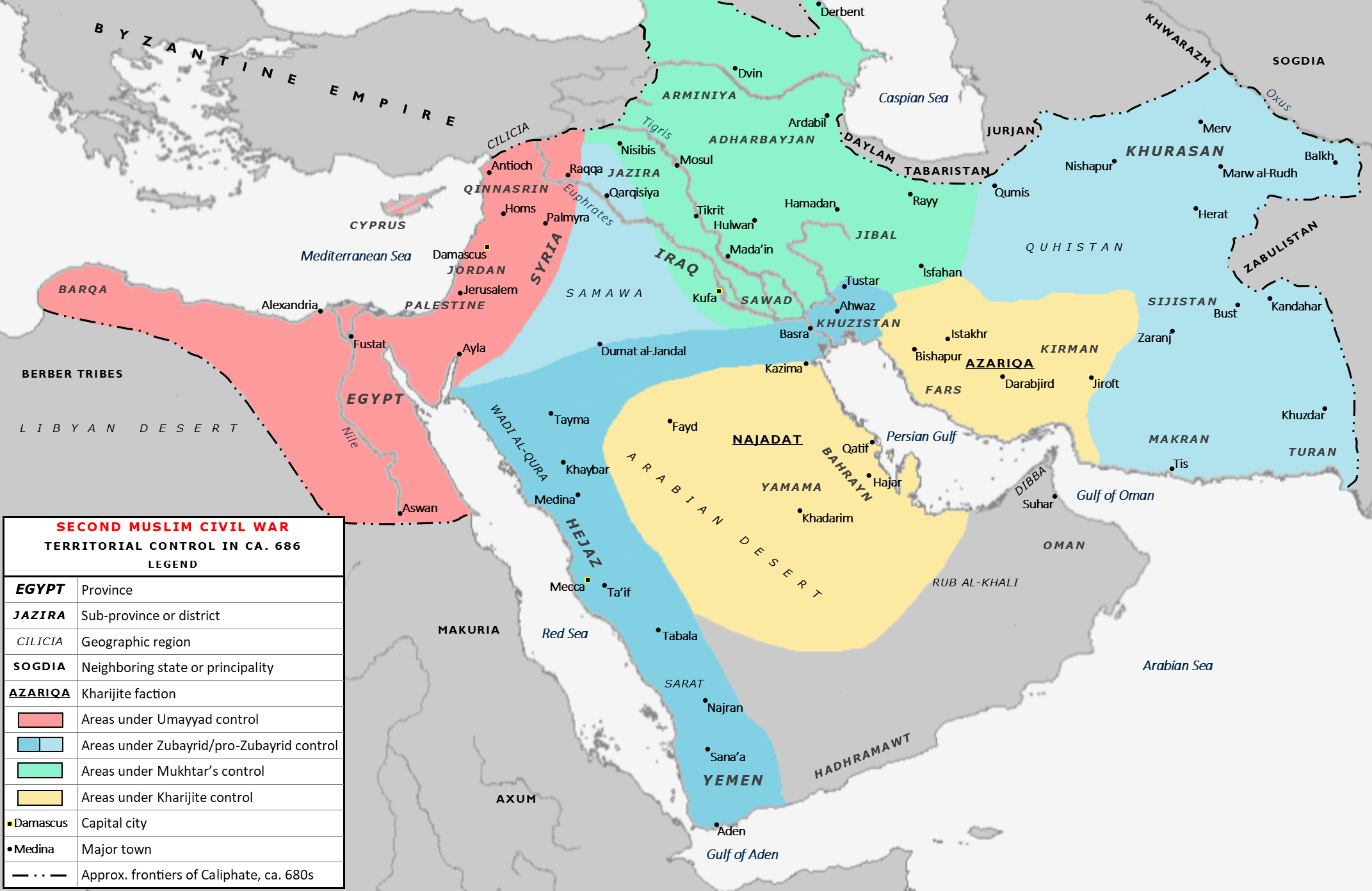
Monde musulman vers +686 (deuxième Fitna).

Au VIe siècle les Arabes sont divisés en plusieurs tribus et clans antagonistes. Seule une langue sémitique, l'arabe, unit ces diverses tribus. Celles-ci opèrent ponctuellement des razzias militaires sans lendemain contre le menaçant Empire byzantin, au nord. Mais ce sont les sables et l'aridité de la péninsule - du moins dans ses parties septentrionales et centrales -, qui protègent le mieux l'Arabie des incursions byzantines.
La Mecque, ville de commerçants et surtout centre religieux, constitue un point de passage entre le Yémen et le Levant pour de nombreuses caravanes. Prêchant une religion monothéiste dans la continuité du judaïsme et du christianisme, Mahomet fuit un assassinat en 622 et émigre vers Médine. Quelques années plus tard, cet exode, aussi appelé "hégire", constitue pour l'historiographie musulmane l'an 1 du nouveau calendrier musulman. Dans la ville instable de Médine (autrefois appelée "Yathrib"), les tribus lui confient rapidement le pouvoir politique, en raison de sa qualité d'arbitre entre les tribus juives, ainsi que de son rôle spirituel pour les nouveaux croyants. Mohamed parvient progressivement à unifier les tribus arabes et l'islam unifie rapidement l'essentiel de la péninsule Arabique, non sans susciter inquiétude - voire hostilité - parmi certaines tribus, restées polythéistes ou juives.
Mohamed devient alors législateur, organise l´administration de l'État naissant et lève une taxe en faveur des nécessiteux, la zakât. À sa mort, ses successeurs, les califes, répandent rapidement la religion musulmane. En 683, le monde musulman s'étend de la Perse aux côtes marocaines.
L’intense activité militaire et diplomatique qu’a été la Ridda peut être considérée comme la répression d’une apostasie, une reconquête ou une conquête. Un exemple est le cas particulier de Musaylima (Banû Hanifâ), dernière confédération de tribus du Hedjaz à être réfractaire aux demandes musulmanes. D’autres exemples isolés sont Ayhala le Noir au Yémen, Tulayha al-Asadî dans le Nedjd, et la prophétesse Sajâh des Tamîm et des Taghlib.

### Califat
Quand le flambeau du pouvoir politique et militaire de l'islam passe de La Mecque et Médine à Damas à la fin du VIIe siècle (Omeyyades), puis à Bagdad (Abbassides), le rôle de l'Arabie en particulier l'Arabie centrale, désertique, entame un déclin de plusieurs siècles. La majeure partie de l'Arabie demeure une zone frontière, isolée et fragmentée en tribus rivales. Elle conserve l'importance des origines, des pèlerinages, du brassage de populations lors du hajj, et du commerce. 

### Ingérences étrangères régionales (1093-1918)
Avec la chute du calife abbasside en 1258, l'autorité sur les lieux saints du Hedjaz passe entre les mains de l'Égypte mamelouk.

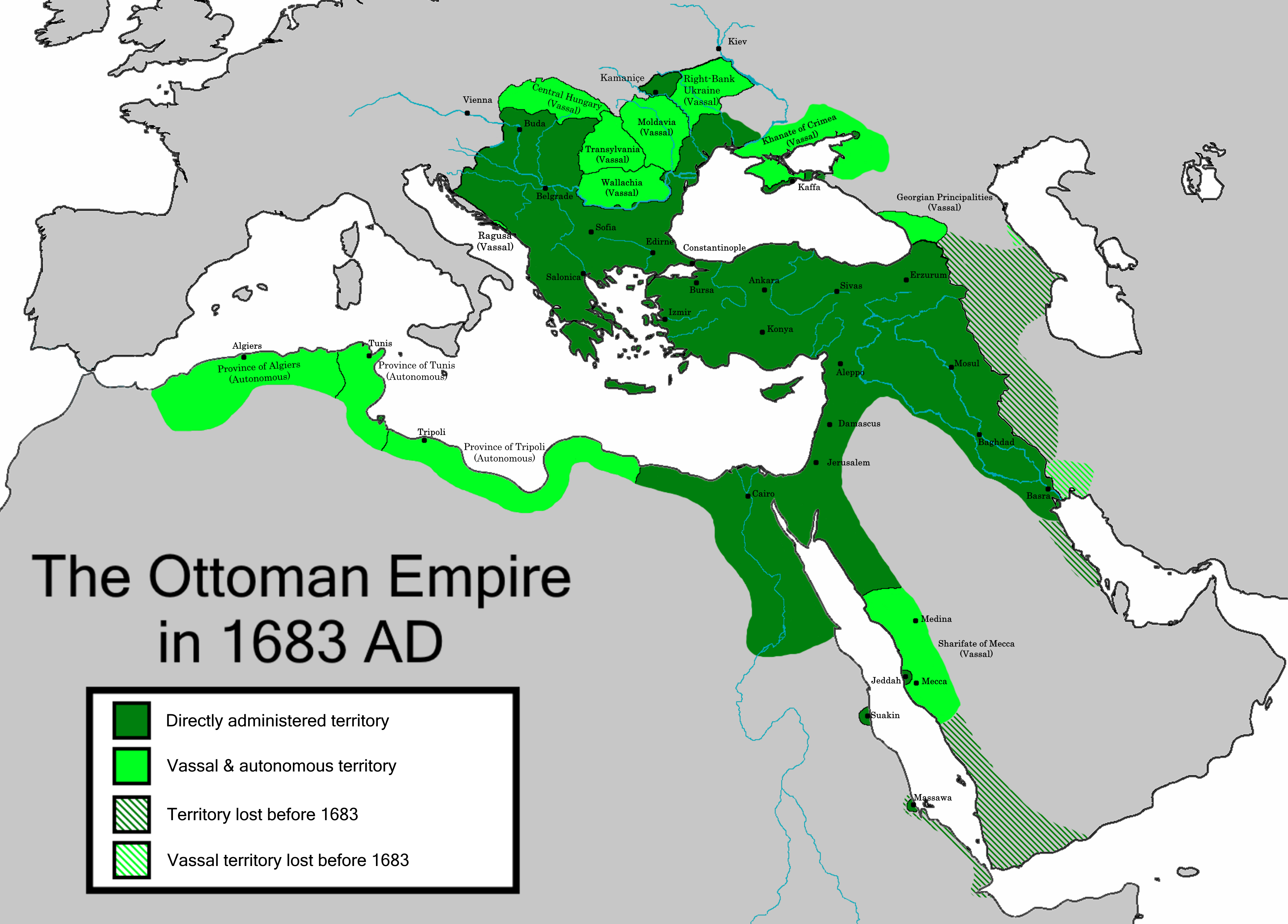
Empire ottoman en 1683

Il revient ensuite aux Ottomans quand les Turcs conquièrent l'Égypte en 1517. L'intérieur de la péninsule connaît alors une évolution séparée qui mène à l'émergence de la famille Al Saoud au XVIIIe siècle. Matant les autres clans rivaux, tels que les Al Rachid, les Al Saoud parviennent à la domination du Nejd, région de plateaux située au centre de la péninsule arabique. Avec comme capitale Riyad, cette région constitue toujours le noyau du pouvoir de la famille royale.
L'État saoudien trouve sa source en 1744, lorsqu'une alliance est scellée entre un chef de tribu local, patriarche des Séoud, alors seigneurs de Nejd, Mohammed Ibn Saoud, qui s'associe avec un réformateur religieux, Mohammed ben Abdelwahhab, fondateur du wahhabisme, pour créer une nouvelle entité politique. La famille des Al Saoud et le royaume connaissent des hauts et des bas en fonction des accords et désaccords avec l'Égypte, l'Empire ottoman et d'autres familles arabes pour le pouvoir dans la péninsule.

## Premier État saoudien: 1744-1818

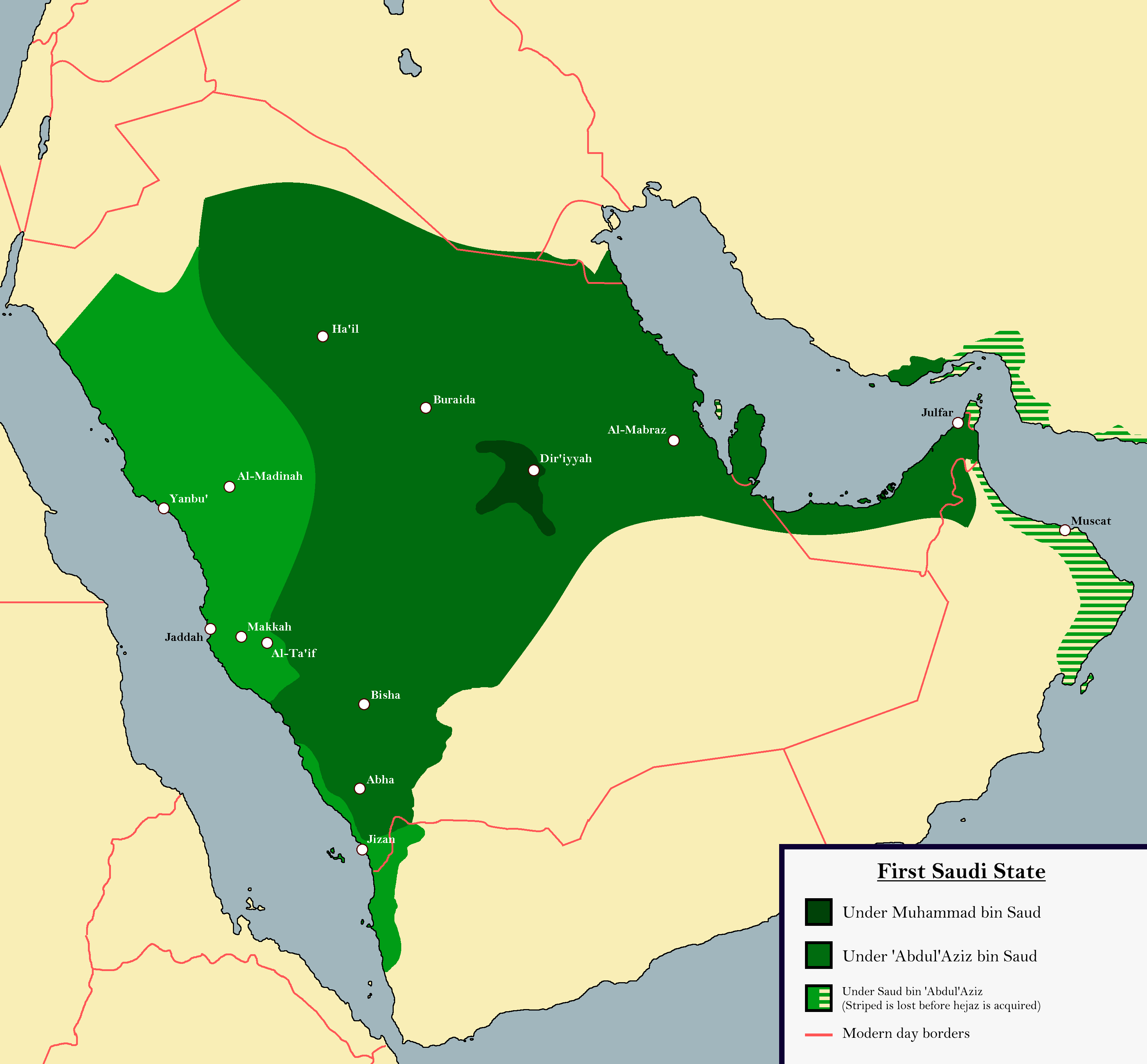
Émirat de Dariya.

En 1744, l'émir de Dariya (premier État saoudien), Mohammed Ibn Saoud, s'allie à un prédicateur religieux, Mohammed ben Abdelwahhab, un imam fondamentaliste qui prône le retour à la base de l'islam pur. Sa doctrine religieuse est parfois appelée unitarisme et souvent, de manière inadéquate, wahhabisme. Depuis leur capitale Dariya proche de Riyad, les deux chefs unissent les tribus du Nejd et prennent le contrôle de Riyad en 1773. Leurs successeurs étendent leur pouvoir à une grande partie de la péninsule Arabique, en 1806, jusqu'alors officiellement ottomane depuis presque trois siècles.
Après la défaite ottomane lors de la guerre russo-turque de 1768-1774, à l'issue de laquelle le khanat de Crimée (1441-1783) passe sous suzeraineté russe, au traité de Koutchouk-Kaïnardji, des critiques s'élèvent contre l'Empire ottoman.
La campagne d'Égypte (1798-1801), expédition militaire française, menée en Égypte par le général Bonaparte et ses successeurs, confirme le diagnostic de fragilité du pouvoir ottoman en Égypte, bien avant que le pouvoir ottoman n'impose la dynastie de Méhémet Ali (1805-1953) : Égypte sous les Alaouites.
Le 21 avril 1802, Abdelaziz ben Saoud, à la tête des wahhabites envahit l'Irak et pille Kerbala,,. Iconoclastes, ils y détruisent des sanctuaires, dont celui d'Al-Hussein ibn Ali, ainsi que son tombeau,,. Entre 2 000 et 3 000 habitants sont tués, : mausolée de l'imam Hussein, pillage du mausolée de l'imam Hussein.
Le deuxième souverain de l'émirat de Dariya (1765-1803), Abdelaziz ben Mohammed ben Saoud, est assassiné en 1803 par un chiite à Dariya, durant une prière à la mosquée.
Son fils Saoud ben Abdelaziz (en) (1803-1814) lui succède. Les Saoudiens conquièrent les plateaux de l'Asir et la région du Hedjaz, et les deux villes saintes de Médine et de La Mecque.
Prônant un monothéisme strict, ils détruisent les différentes idoles et les tombeaux de saints.
L'Empire ottoman, qui exerce la souveraineté sur les villes saintes depuis 1517, voit le pèlerinage compromis, selon les modalités ottomanes.
Les Ottomans envoient alors l'Égyptien Méhémet Ali les renverser et rétablir l'autorité de l'Empire sur le Hedjaz sacré. 
Malgré leur défaite à la bataille de Al-Safra (en) (1811), les Égyptiens s'emparent de Yanbu (1811), Médine (1812), Djeddah (1813), La Mecque (1813), Ar Rass, Buraydah, Unaizah, et enfin de la capitale saoudite d'al-Diriyah en 1818 (siège de Dariya (en)). Ils détruisent ses forts et interrompant la domination des Al Saoud sur la région.
Ils ne parviennent cependant pas à éradiquer les racines religieuses et nationales de leur pouvoir.

## Période ottomane
L'Empire ottoman, ébranlé par le pouvoir grandissant des Al Saoud, ne tarde pas à réagir. Sous l'impulsion de Méhémet Ali et de son fils Ibrahim Pacha, il libère les villes saintes et en détruisant Dariya en 1818. Le petit-fils de Mohammed ben Abdelwahhab est fusillé par ses propres troupes et l'imam Abdallah ben Saoud ben Abdelaziz est décapité à Constantinople ; sa tête jetée dans le Bosphore.
- Arabie ottomane (en)
- Guerre Wahhabi (en) entre Ottomans et Saoudiens (1811-1818)

## Deuxième État saoudien: 1824-1891
Tourki ben Abdallah Al Saoud (en), petit-fils de Mohammed ben Saoud (1710-1765), parvient à se réfugier auprès des bédouins dans le désert et à échapper à la déportation. Il mène alors une révolte contre les troupes occupantes en 1821 et établit sa tribu à Riyad, qui devient la capitale du deuxième royaume saoudien. Il regagne les territoires perdus, à l'exception du Hedjaz, et de l'Émirat de Haïl où le clan Al Rachid prend le pouvoir en 1835.

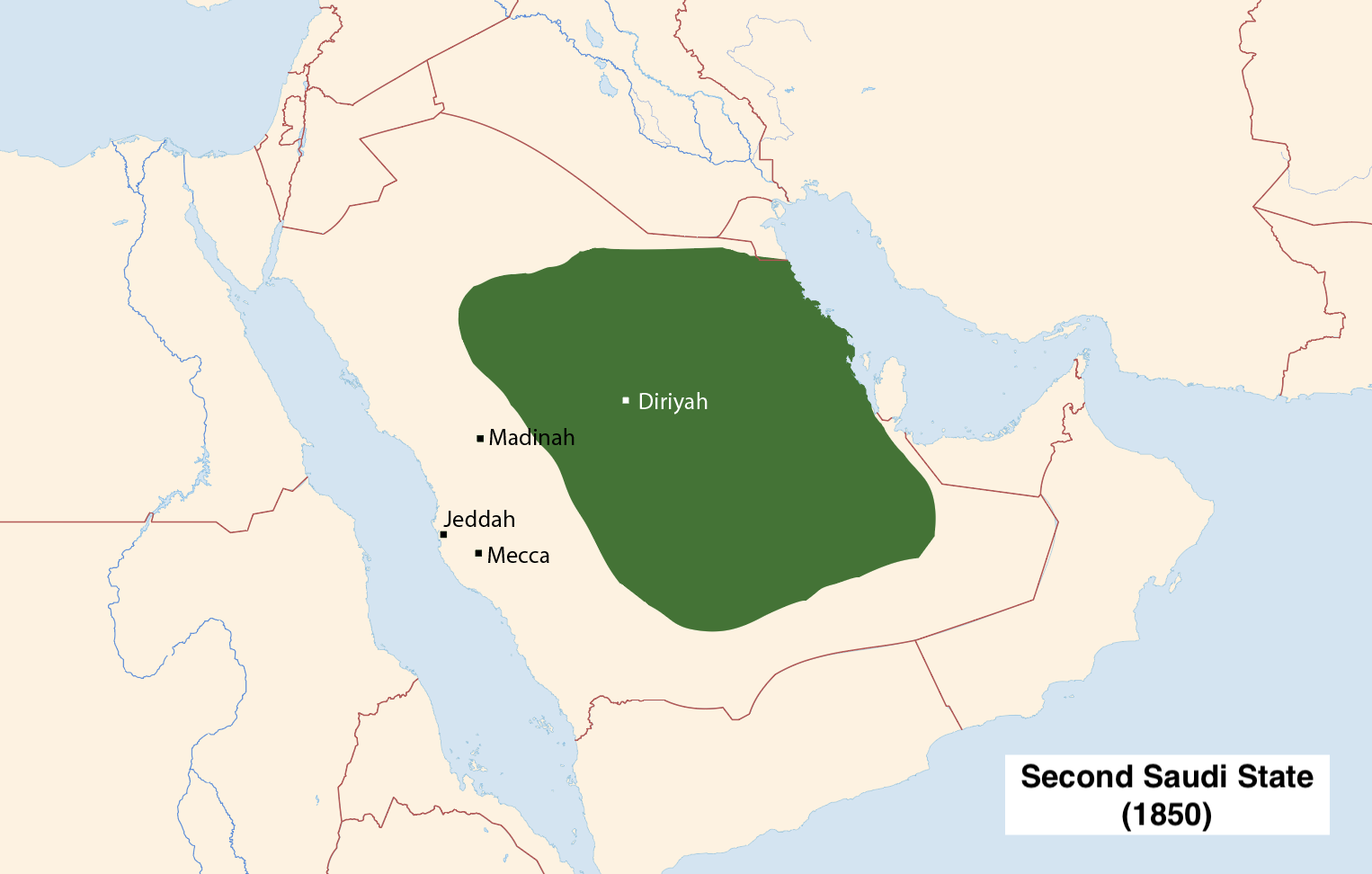
Émirat du Nedjd

Après l'ouverture en 1869 du Canal de Suez, la Turquie engage l'expédition d'Al-Hassa (1871) (en), afin de s'assurer le maximum de littoral. La région devient le sandjak de Nadj (en) (1871-1915), rattaché au vilayet de Bagdad, puis en 1875 au vilayet de Bassora.
En 1871, à la suite d'une querelle de succession, Saoud ben Fayçal ben Turki Al Saoud (1833-1875) reprend le pouvoir à son frère Abdallah. À sa mort, son autre frère Abderrahmane ben Fayçal Al Saoud (1850-1928) lui succède, mais Abdallah revient un an plus tard et le force à abdiquer. En représailles, les enfants de Saoud décident en 1887 de capturer Abdallah. En échange de la libération d'Abdallah, l'émir d'Haïl, Mohammed ben Abdallah Al Rachid (1872-1897), devient gouverneur de Riyad, alors que les Ottomans occupent de nouveau le Hassa, à l'est de la péninsule.

## Période Al Rachid: 1891-1921

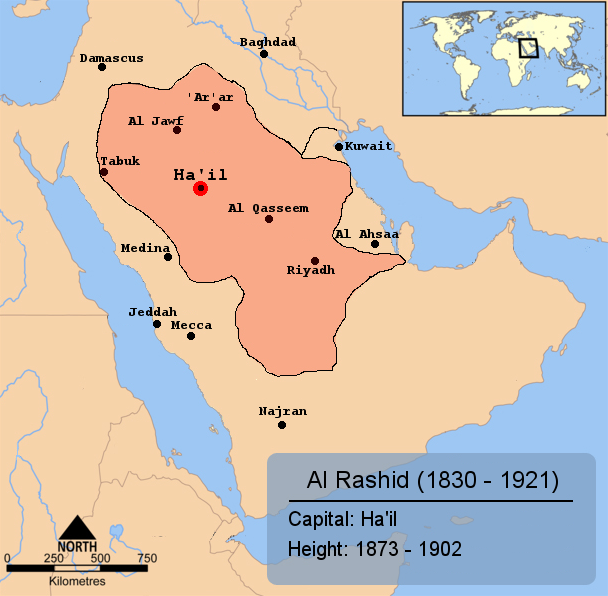
État rachidien
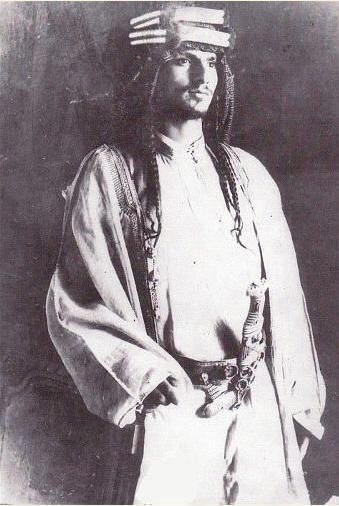
Saoud ben Abdelaziz Al Rachid (1898-1920)
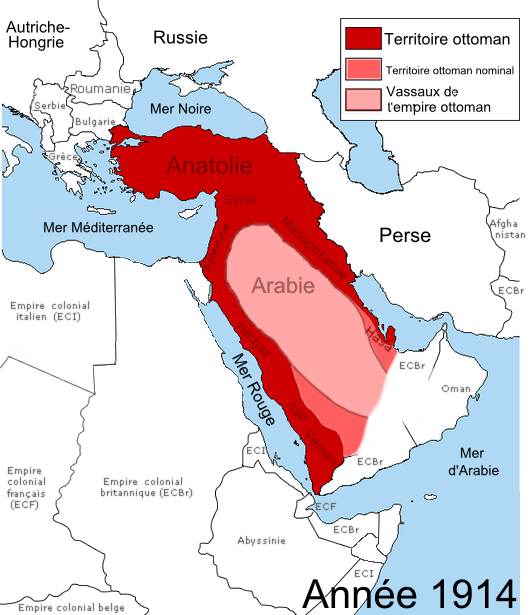
Carte de la région sous l'Empire ottoman en 1914

L'émir d'Haïl décide alors de mettre fin au royaume saoudien. En 1891, les Al Saoud sont défaits à la bataille de Mulayda (en) dans la région de Qassim par les Al Rachid, soutenus par les Ottomans qui restaient ennemis des Saoud. La famille saoudienne est obligée de s'exiler au Koweït, alors protégé par le Royaume-Uni, ennemi de l'Empire ottoman.

## Naissance du troisième État saoudien

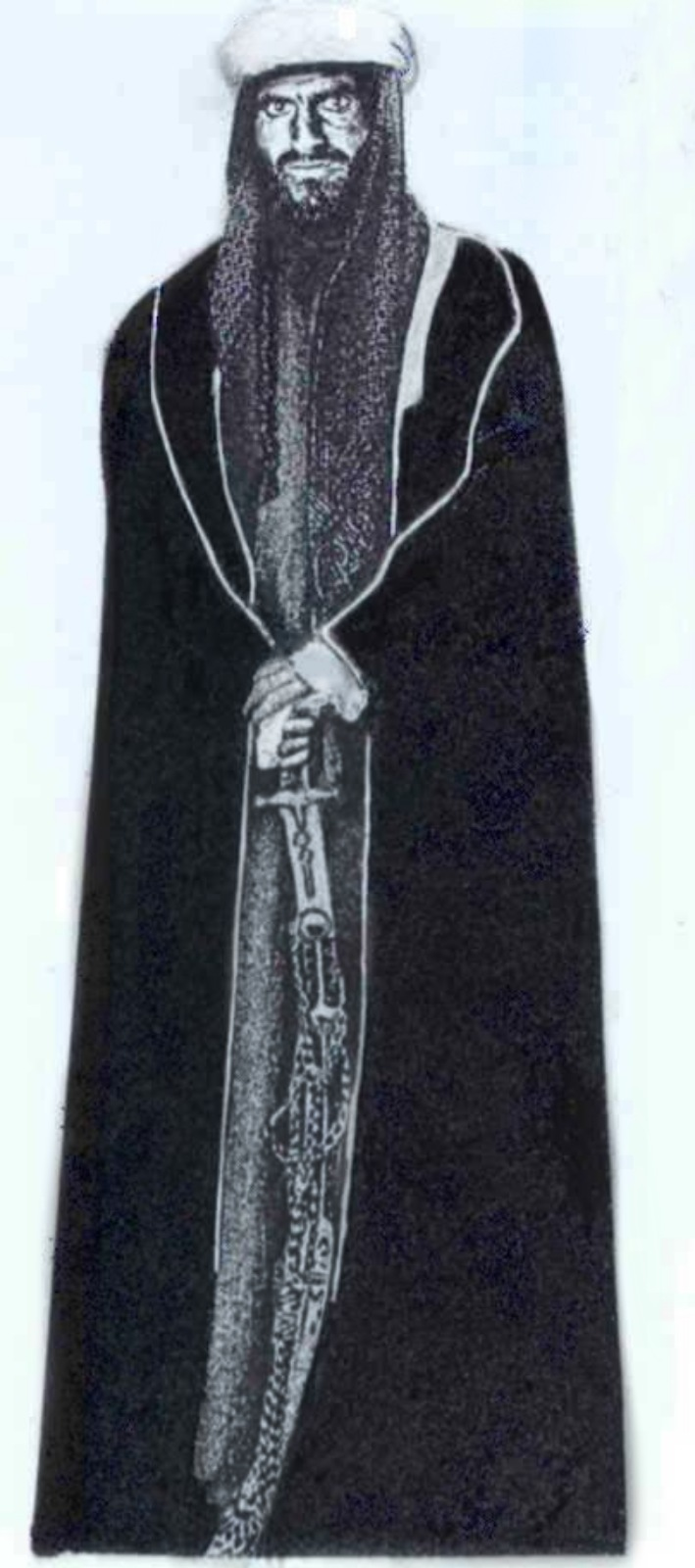
Ikhwan (1912-1930).

Après avoir erré dans le désert du Ruba al Khali, les Al Saoud trouvent refuge au Koweït, d'où le jeune Abdelaziz ben Abderrahmane organise avec une poignée d'hommes la prise de Riyadh et du Nejd en 1902 : dans la nuit du 15 au 16 janvier 1902, Abdelaziz s'empare de Riyad, alors sous l'autorité de la famille rivale des Al Rachid (de Haïl).
En 1904, Abdelaziz s'empare de l'oasis de Buraydah, capitale de la région du Qasim, au nord du Nejd. Désormais reconnu chef du clan sous le nom d'Ibn Séoud, il organise en 1912 les Bédouins en « ikhwan » (fratries), qui constituent sa force de frappe et lui permettent de reprendre graduellement le pouvoir dans la majeure partie de la péninsule. Les Ikwân sont progressivement installés dans environ 200 colonies agricoles (les « hujjar »). En 1912 ou 1913, Abdelaziz s'empare de la province du Hasa (Al-Hassa), dans l'est, dont la population est majoritairement chiite.
Son poids politique est reconnu par les Ottomans en mai 1914, lorsque ces derniers le nomment wali (« préfet ») du Nejd. Mais, après le déclenchement de la Première Guerre mondiale, Ibn Séoud se rapproche graduellement des Britanniques. Le Traité de Darin, signé le 26 décembre 1915 avec Percy Cox, au nom du Bureau de l'Inde, lui accorde protection, armes et subsides en échange d'une non-agression contre leurs protectorats de Koweït, du Qatar et des États de la Trève. 
Mais contrairement aux attentes de celui-ci, Ibn Séoud ne prend pas part à la Révolte arabe initiée par le chérif de La Mecque Hussein ben Ali et qui contribue aux côtés des Alliés à libérer la péninsule arabique de l'occupation ottomane. 
Au contraire, il attaque les tribus de Hussein, entretient des contacts avec les Ottomans, avant de revenir à la neutralité et d'interrompre l'attaque de ses rivaux Al Rachid du Djebel Chammar (Haïl), entre-temps ralliés aux Britanniques.
En novembre 1921, il conquiert l'oasis de Haïl : le pouvoir des Al Rachid s'effondre, Abdelaziz prend le titre de sultan du Nejd.
En octobre 1924, les Hachémites du chérif Hussein sont défaits par les partisans d'Abdelaziz, à la seconde bataille de La Mecque. 
Le 13 octobre 1924, Abdelaziz entre à La Mecque vêtu en pèlerin (sans revendiquer, contrairement à Hussein, le titre de calife ; le titre de gardien des deux sanctuaires pris par les souverains saoudiens ne remonte qu'aux années 1980). 
La conquête du Hedjaz s'achève en 1925 avec la prise de Médine et de Djeddah.
Le 2 novembre 1925, les Al Saoud et les Britanniques signent le traité de Hadda, destiné à délimiter les frontières entre le domaine des Saoud et la toute nouvelle Transjordanie.
La dernière grande conquête a lieu en 1926 avec la prise de l'Asir, du Jizan et du Najran, régions historiquement yéménites.
Des légations soviétiques (le 16 février) et britanniques ouvrent à Djeddah en 1926.
La même année, Abdelaziz se proclame roi du Hedjaz : il est reconnu roi du Hedjaz, du Nejd et de leurs dépendances en janvier 1927.
Le 20 mai 1927, avec l'aide de St. John Philby, Abdelaziz signe avec les Britanniques le traité de Djeddah par lequel il renonce à toute extension du territoire saoudien au détriment des souverains protégés par Londres tandis que les Britanniques reconnaissent le statu quo.
Des tensions ont alors lieu avec les Ikhwân, désireux de poursuivre la lutte. 
Les principaux dirigeants des Ikhwân (Ibn Humaÿd, Ad-Dawish et Ibn Hithlaÿn) sont déposés en octobre 1928. 
Abdelaziz écrase militairement les Ikhwân en mars 1929 à As-Sabilah grâce notamment à l'appui de l'aviation britannique : Ibn Humaÿd est capturé, Ibn Hithlaÿn est tué.

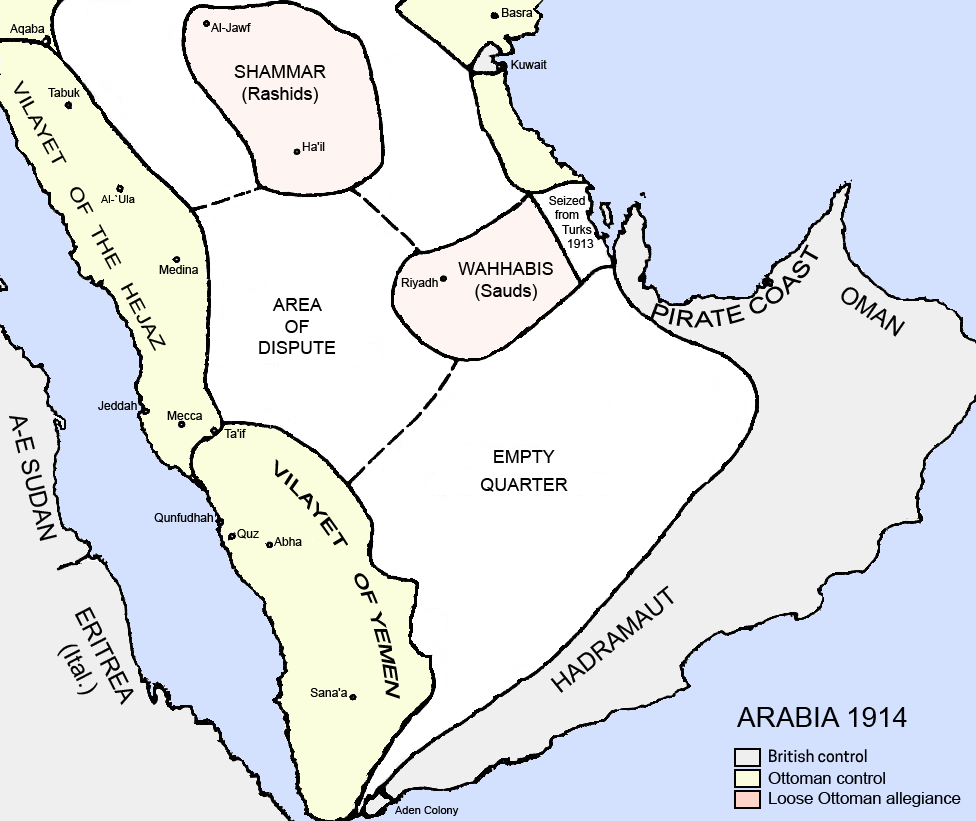
Arabie, 1914
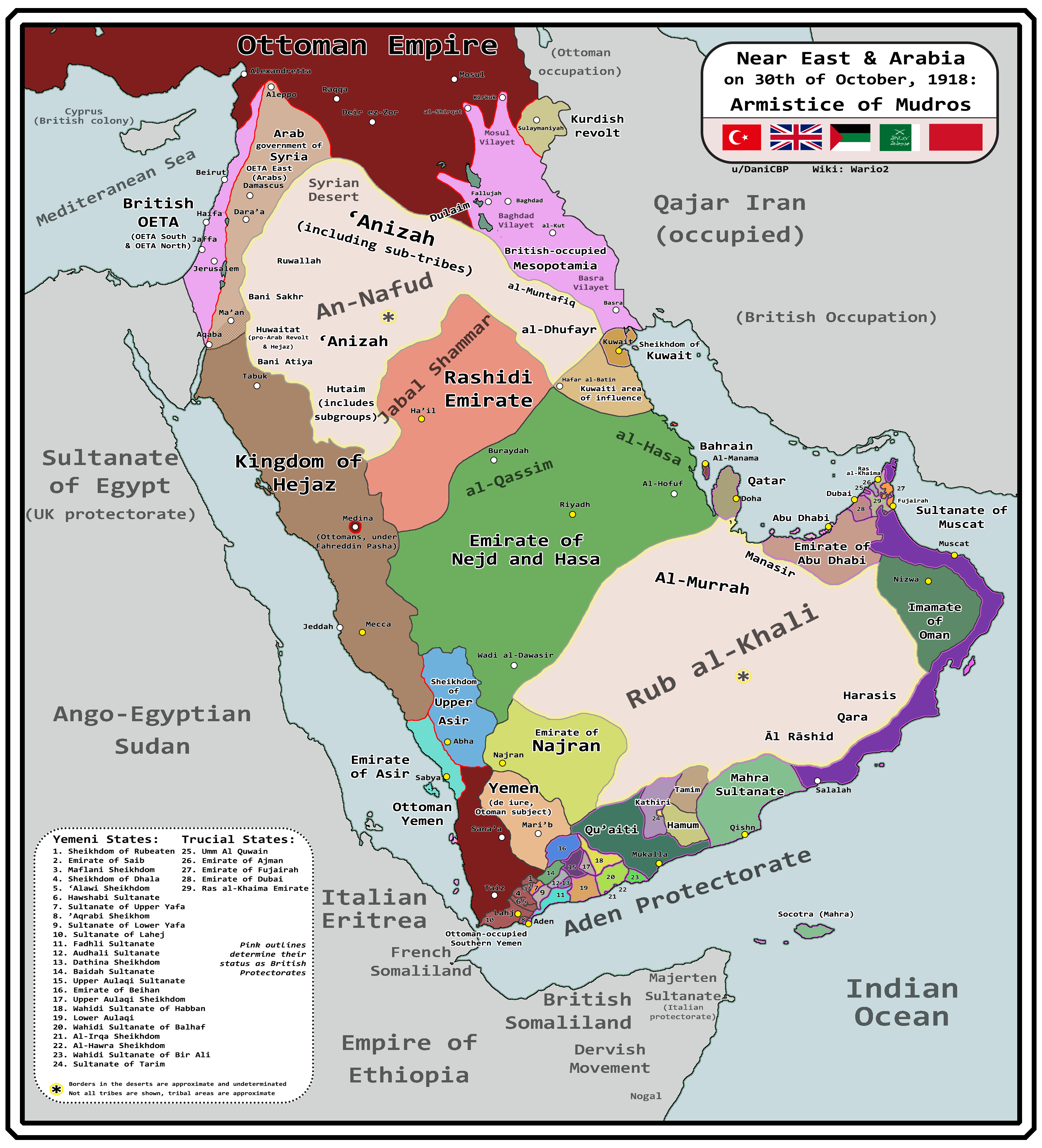
Arabie, 1918
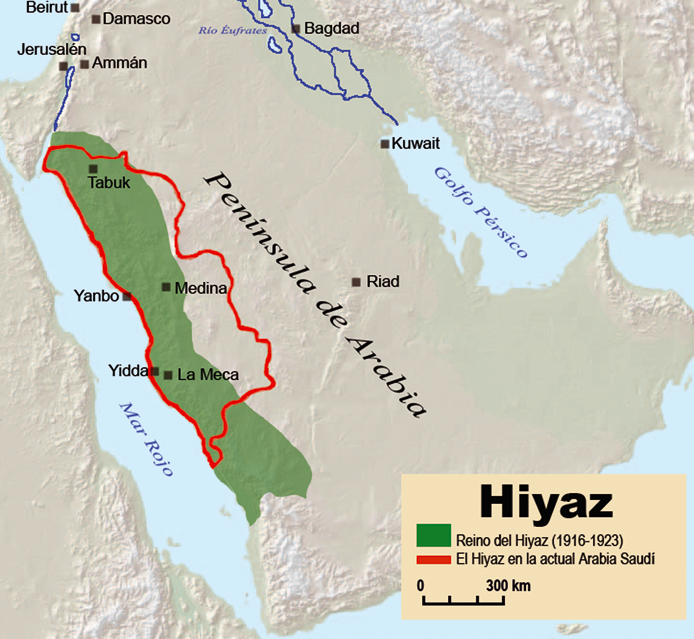
Royaume du Hedjaz (1916-1925)
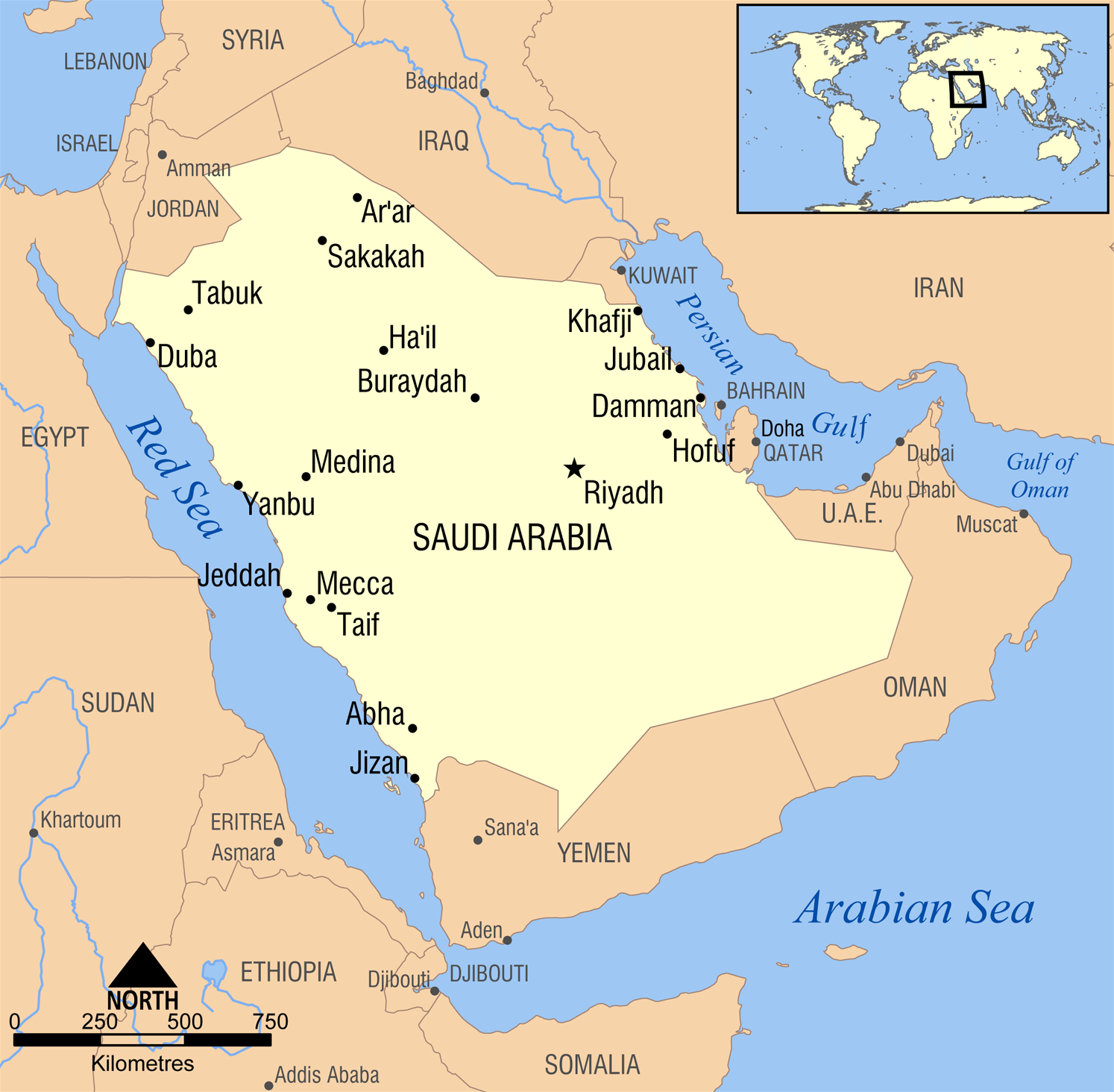
Arabie saoudite, depuis 1934

## Arabie saoudite

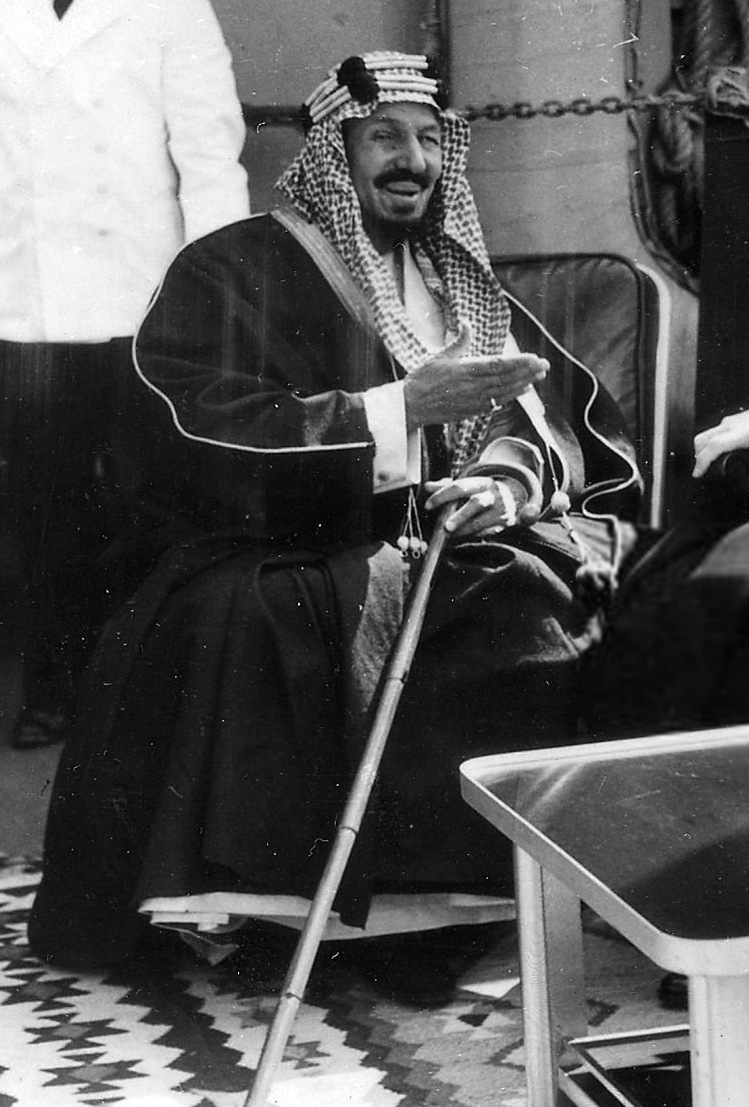
Ibn Séoud en 1945.

Le royaume d'Arabie saoudite est fondé officiellement le 21 septembre 1932 par la fusion des provinces du Nejd et du Hedjaz.

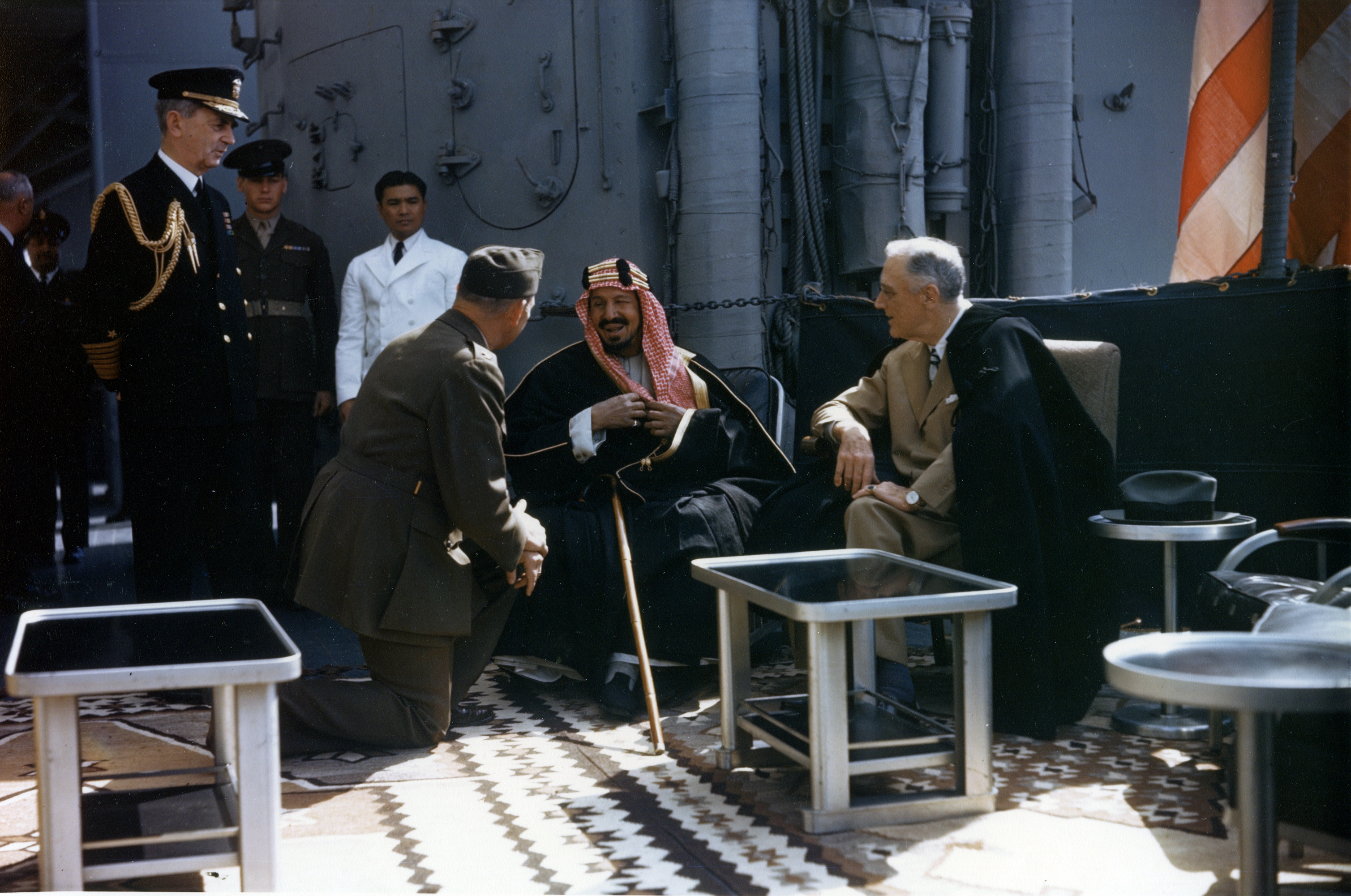
Rencontre du président Roosevelt et du roi Ibn Saoud, en Égypte en février 1945, photo prise à bord du Quincy, un bâtiment de l'US Navy. Cette rencontre instaura la période de stabilité du royaume et son insertion dans l'économie de libre-échange d'après-guerre.

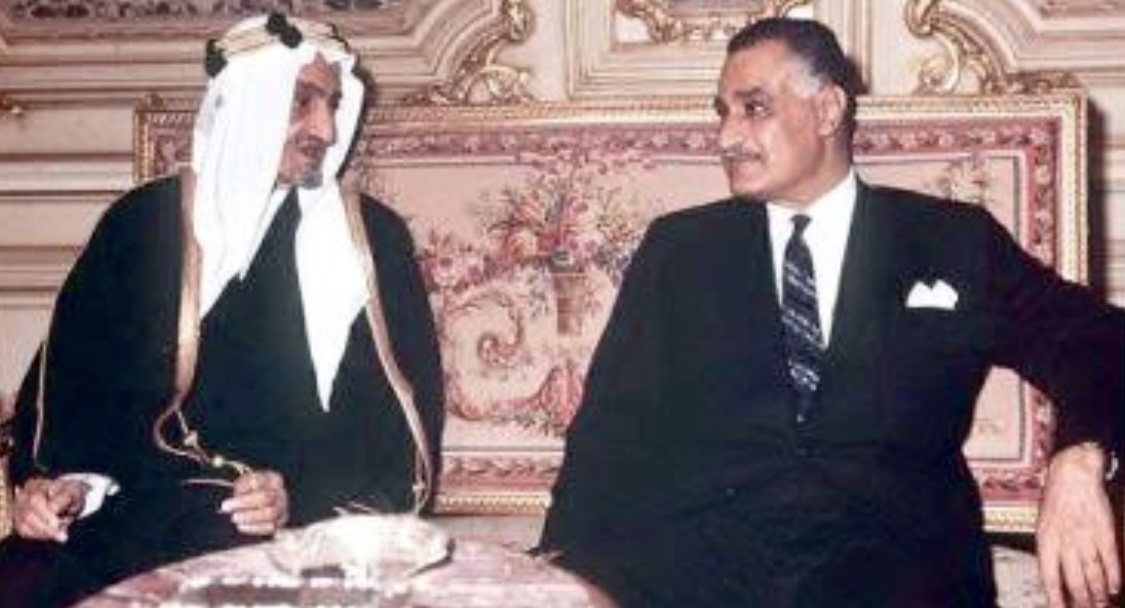
Faisal et le président Nasser au Caire en 1969.

En février 1945, le roi Abdelaziz ibn Saoud (1876/1880-1953) conclut avec les États-Unis le Pacte du Quincy. Cette alliance stratégique, en échange d'un accès au pétrole, engage les États-Unis à protéger militairement la dynastie des Saoud, et se poursuit toujours aujourd'hui. Cette alliance se révèle d'autant plus durable que le pays se présente comme un allié de poids face à la montée des nationalismes arabes dans les années 1950-1960, soutenus par l'Union soviétique.
Abdelaziz accepte le concept de modernisation du pays. Il persuade les ultra-conservateurs religieux d'accepter les nouvelles technologies : les automobiles, la radio, le téléphone, l'avion et la télévision (il considérait cela comme des outils, et qu'on pouvait les utiliser dans le bien, ce qui rassura les oulémas saoudiens). Après cinquante ans de pouvoir, Adb al-Aziz meurt en 1953. Lui succèdent ses fils — Saoud, Fayçal, Khaled, Fahd, Abdallah, et depuis le 23 janvier 2015 Salmane ben Abdelaziz Al Saoud.
À la mort de Adb al-Aziz, ses fils Saoud et Fayçal s'affrontent violemment pour obtenir le pouvoir. En 1958, Saoud doit céder à l’ultimatum qui lui est imposé de céder tous les pouvoirs exécutifs à Fayçal : sa participation à l’organisation d’une tentative d’assassinat du président égyptien Gamal Abdel Nasser en mars 1958 a été démasquée. En 1958, Fayçal prend la tête du royaume. Il engage une politique d’austérité sévère afin de redresser les finances publiques. La lutte entre les deux frères dure jusqu'en 1964, provoquant une grande instabilité institutionnelle.
Face à eux émergent les « princes rouges » (surnommés ainsi en raison de leurs opinions inspirés des idéaux socialistes) qui s'opposent à l'absolutisme. Ils défendent dès 1958 l’idée d’un « Conseil National », qu'ils tentent immédiatement de promouvoir auprès de la population, avec des résultats très mitigés. Dans les années 1960, les partis de gauche, communistes et nassériens, se développent clandestinement dans les monarchies du Golfe. L’Arabie saoudite intervient pour soutenir la monarchie yéménite contre les nationalistes républicains, soutenus par l'Égypte, et la monarchie omanaise contre une rébellion d'influence marxiste. L’Arabie saoudite s'efforce en effet d'affaiblir, jusqu’à leur possible disparition, les mouvements de gauche actifs dans la péninsule.
À la fin des années 1970, la prise de la Grande Mosquée de La Mecque met en évidence le poids de la communauté ultra-conservatrice (représentant environ 70 % de la population saoudienne[réf. nécessaire]), et la pression fondamentaliste s'accentue. Une police des mœurs, la muttawa, est mise en place, s'assurant que rien de ce qui se passe dans le royaume n'enfreigne les règles de l'islam. Les nouvelles technologies sont encadrées, comme internet (les sites sexuellement explicites sont censurés). La musique n'est pas autorisée en public, encore moins le théâtre, et la télévision par satellite est également filtrée, tandis que la ségrégation sexuelle (pas de salle mixte dans les restaurants) est accentuée, et le port du voile islamique obligatoire.
La rapide augmentation des recettes saoudiennes au début des années 1980 qui passent 65 milliards de dollars à près de 135 milliards en 1981, permet également au pays qui est le « berceau » du wahhabisme d'exporter sa doctrine religieuse sous la forme du salafisme. Cette politique extérieure se manifeste dans la lutte organisée contre l'Union soviétique dans le conflit afghan en accord avec l'allié américain, mais également dans le soutien financier de nombreuses organisations islamiques à travers le monde dans les années 2000-2015.
Le prince Sultan (branche des Soudeiri), ministre de la Défense, est reconnu prince héritier depuis 2005. Le prince Nayef (également de la branche des Soudeiri) fait figure de numéro 3 officieux sans avoir officiellement le titre de vice-héritier. Il fait cependant figure d'homme fort en tant que ministre de l'Intérieur et à ce titre chef des services de renseignement du royaume.

## Depuis la crise du Golfe de 1990
L'invasion militaire du Koweït par l'Irak, le 2 août 1990, a constitué un choc politique considérable pour l'Arabie saoudite, brutalement confrontée à sa propre vulnérabilité et à ses contradictions. Dès le 8 août 1990, le roi Fahd prononce un discours annonçant l'accueil d'une coalition internationale sur le sol du royaume, ce qui n'est pas sans provoquer de fortes réticences au sein de la société saoudienne.
À la fin de 1990, en représailles au soutien du Yémen à l'Irak, 800.000 travailleurs yéménites sont expulsés, tandis que les immigrés yéménites se voient imposer un permis de résidence.
Dans le même temps, le contexte est favorable à l'expression de revendications de la part des plus libéraux des Saoudiens : le 6 novembre 1990, environ quatre-vingt femmes manifestent au volant de leurs voitures afin de revendiquer le droit de conduire et sont aussitôt arrêtées.
En février 1991, une pétition "libérale" signée par quarante-trois personnes demande des changements, notamment une réforme des mouttawayn (police de la vertu et de la prévention du vice), la création d'un majlis ech-choura (conseil consultatif) et la rédaction d'une constitution.
Les tensions internes se poursuivent au lendemain de la guerre du Golfe (janvier-février 1991).
En mai 1991, plusieurs personnalités religieuses, au premier rang desquelles Salman al-Ouda et Safar al-Hawali (en) présentent une résolution (le "Khitâb al-matâlib") par l'intermédiaire d'Ibn Baz afin de demander la mise en place d'un Conseil consultatif composé d'ouléma, la mise en conformité des lois avec l'Islam, l'islamisation de la police étrangère, la création d'une armée de défense de la terre sainte de l'Islam tout en critiquant la corruption (notamment morale).
Cette demande est suivie d'une seconde pétition en juillet 1991.
Répondant partiellement à ces exigences, les lois fondamentales du royaume sont codifiées en mars 1992.
La présence militaire américaine, bras armé protecteur de la dynastie saoudienne devant Saddam Hussein et l'Iran des ayatollahs, est de plus en plus contestée parmi la population, en particulier à cause de la présence massive de troupes américaines sur le sol saoudien pendant la crise et la guerre du Golfe de 1990-91.
Le 13 novembre 1995, un premier attentat à la voiture piégée vise des militaires et des civils américains (travaillant pour la Garde nationale saoudienne) à Riyad, faisant sept morts (dont cinq Américains).
Dans la nuit du 25 au 26 octobre 1996, un attentat plus important vise la base d'Al-Khobar, dans l'est du pays, tuant dix-neuf soldats américains. Les mesures de sécurité sont alors renforcées et les troupes alliées regroupées ou déplacées.
La principale base militaire américaine sur le sol saoudien (la base d'Al-Kharj, au nord du Roub-al-Ghali, protégée par un périmètre de sécurité de 60 km de rayon) aurait été fermée début 2003 au profit d'un déplacement des principales installations militaires américaines vers le Qatar (notamment la base d'Al-Odeid, où se trouve le Centcom).

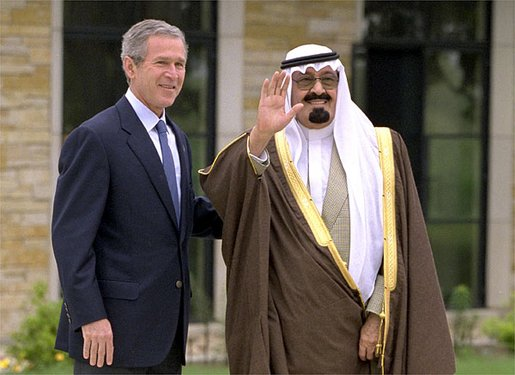
Abdallah et George W. Bush.

Le chef terroriste Oussama ben Laden, d'origine saoudienne, a acquis une importante notoriété auprès de la population saoudienne, plus particulièrement de la jeunesse. Ancien combattant en Afghanistan, il s'était en particulier prononcé contre la présence de troupes américaines sur le sol saoudien en 1990 et avait proposé de lever des troupes de volontaires arabes pour libérer le Koweït sans recourir aux Américains. Il est déchu de sa nationalité saoudienne en 1994 et s'exile dans un premier temps à Khartoum.
Des attentats sanglants à Ryad ont montré l'étendue de ce malaise.

### Crise de 2011
Le roi Abdallah accorde le droit d'asile au président Zine El-Abidine Ben Ali de la République de Tunisie ainsi qu'à sa famille pendant la révolution tunisienne et apporte son soutien au président égyptien Moubarak, avant qu'il ne démissionne, indiquant ainsi son opposition au mouvement du Printemps arabe.

## Chronologie
- 1720 : Le cheikh bédouin, Saoud ben Mohammed Al Mouqrin règne sur la modeste oasis de Dariya, au centre du désert arabique. Son fils Mohammed ben Saoud lui succède à sa mort en 1725.
- 1744 : Mohammed ben Saoud  recueille un réformateur religieux en fuite avec qui il conclut une alliance historique, Mohammed ben Abdelwahhab. Celui-ci prêche un retour aux sources de la religion et refuse toute innovation religieuse, qui va fonder ce qu'on appelle le salafisme. Le « pacte de Dariya » est passé pour faire triompher « fût-ce par les armes, le règne de Dieu ». Ibn Saoud met ses armes au service de l'expansion du salafisme, et Ibn Abdelwahhab impose à ses fidèles de reconnaître l'autorité des Saoud.
- 1878 : Naissance d'Abdelaziz ben Abderrahmane Al Saoud, fondateur de l'Arabie saoudite.
- 1902 : Abdelaziz ben Abderrahmane Al Saoud lance à partir de la région actuelle du Koweït, la reconquête de Riyad, la capitale ancestrale de la dynastie des Al Saoud, alors occupée par la famille rivale Al Rachid. Depuis cette conquête, il étendra peu à peu son autorité sur l'ensemble de l'Arabie actuelle, et imposera la salafisme aux tribus conquises.
- 1924 : Abdelaziz ben Abderrahmane Al Saoud chasse de La Mecque le chérif hachémite Hussein ben Ali (chérif de La Mecque), arrière-grand-père du roi Hussein de Jordanie, et s'installe au pouvoir.
- 1932 : L'Arabie conquise par Abdelaziz ben Abderrahmane Al Saoud prend officiellement le nom d'Arabie saoudite.
- 1934 : Le royaume d'Arabie saoudite est créé, avec la charia comme loi fondamentale. Le premier roi, Abdelaziz ben Abderrahmane Al Saoud, est intronisé par les oulémas.
- 1938 : Pour la première fois, du pétrole est découvert près de Dammam, dans le nord-est du pays. Cette découverte va transformer le pays sur le plan économique. La famille Saoud va désormais pouvoir appuyer sur trois piliers : le salafisme, la rente pétrolière et l'alliance avec les États-Unis.
- 1945 : Pacte du Quincy entre le roi Ibn Séoud, fondateur du royaume d'Arabie saoudite, et le président américain Franklin D. Roosevelt, de retour de la conférence de Yalta.
- 1953 : Mort du roi Abdelaziz ben Abderrahmane Al Saoud, le fondateur de l'Arabie saoudite. Son fils, Saoud ben Abdelaziz Al Saoud (1901-1969), lui succède sous le nom[réf. nécessaire] de Saoud IV, roi de 1953 à 1964.
- 1964 : Le roi Saoud IV est déposé, son frère, Fayçal ben Abdelaziz Al Saoud (1906-1975), lui succède sous le nom[réf. nécessaire] de Fayçal II.
- 1975 : Le roi Fayçal II est assassiné par son neveu Fayçal ben Moussaïd Al Saoud. Son frère Khaled ben Abdelaziz Al Saoud (1912-1982), lui succède sous le nom[réf. nécessaire] de Khaled Ier.
- 1979 : Avec la chute du chah d'Iran, l'Arabie saoudite n'est plus seulement un fournisseur de pétrole pour les États-Unis mais aussi l'allié stratégique dans la région face à la montée du chiisme iranien.
- 1982 : Le roi Khaled Ier meurt. Son frère Fahd ben Abdelaziz Al Saoud, né en 1921, lui succède sous le nom[réf. nécessaire] de Fahd Ier.
- 1990 : La première Guerre du golfe permit aux États-Unis de disposer désormais d'une base aérienne permanente près de Dhahran et de facilités à Taif et à Riyad.
- 1992 :
  - Oussama ben Laden est déchu de sa nationalité saoudienne.
  - 400 intellectuels musulmans écrivent au roi pour demander des réformes en dénonçant la gabegie, l'iniquité de la justice et les liens trop forts avec l'Occident.
- 1994 :
  - Intifada de Buraydah, plusieurs imams (Safar el Hawali et Salman el Auda notamment) qui avaient critiqué la famille royale dans leurs sermons sont jetés en prison ; la foule envahit les locaux pour les libérer. Il y a des dizaines de morts.
  - Mohammed Masari, un des responsables de la contestation des intellectuels islamistes se réfugie à Londres d'où il dirige le Comité de défense des droits légitimes (CDLR).
- 1995 :
  - Fin novembre, Fahd est atteint d'une embolie cérébrale[18]. Son demi-frère Abdallah ben Abdelaziz Al Saoud, prince héritier et premier vice-Premier ministre, le remplace[18].
- 2001 :
  - Le pays renferme un quart des ressources pétrolières de la planète et a fourni aux États-Unis 16 % de leurs besoins en pétrole.
  - Au lendemain de l'Aïd el-Fitr, à Djeddah, quelque 2 000 personnes, le visage masqué, ont arrêté la circulation sur la corniche, pour faire savoir le mécontentement des jeunes de la classe moyenne envers un système qui ne leur garantit plus ni emplois ni revenus. Près de 400 d'entre eux ont été arrêtés par la police.
- 2005
  - Le roi Fahd d'Arabie saoudite décède le lundi 1er août. Le prince héritier Abdallah lui succède, et le ministre de la défense, Sultan, devient prince héritier.
- 27 mars 2009 : le prince Nayef est nommé deuxième vice-président du conseil des ministres[19].
- 23 janvier 2015 : le roi Abdallah décède, le prince héritier Salmane lui succède, Muqrin est désigné comme héritier au trône[20].

#### 600
- Islam, histoire de l'islam, genèse de l'islam, conquête de la Mecque (629/630)
- Expansion de l'islam, conquête musulmane du Levant (633-640)
- Grande discorde (656-661, première Fitna), deuxième Fitna (680-692)

- Tribus musulmanes et juives de Yathrib, Juifs en péninsule arabique avant l'islam, histoire des Juifs en Arabie saoudite
- Sahaba, compagnons du prophète
- Apostasie dans l'islam (Ridda)

- Traite orientale (esclavage dans le monde arabo-musulman), esclavage dans le monde musulman

- Histoire du Moyen-Orient
- Califat des Rachidoune (632-661, Médine puis Koufa)
- Califat omeyyade (661-750, Damas, puis Harran)
- Califat abbasside (750-1258, Koufa puis Al-Anbar, Bagdad, Raqqa, Samarra, Le Caire), âge d'or de l'Islam, Livre des Routes et des Royaumes (870)

#### 900
- Qarmates (899-1077, Al-Hassa), chiites ismaéliens de Bahreïn (côte Est de la péninsule) considérant le hajj comme de la superstition, sac de la Mecque par les Qarmates (930) (en), avec profanation de la Pierre noire et de Zamzam

- Chérifat de La Mecque (968-1925), émirat semi-autonome des deux lieux saints (Médine, La Mecque), Chérif de La Mecque
- Dynasties hachémites : Jafarides, Sulaymanides, Hachémites, Qatadides

- Période fatimide de l'Égypte (969-1171)
- Croisades (1095-1291), États latins d'Orient (Levant)
- Dynastie des Ayyoubides (1169-1250, Égypte-Syrie), Saladin (1138-1193)

#### 1300
- Sultanat mamelouk d'Égypte (1250-1517), Baharites (1250-1382), Burjites (1382-1517), art mamelouk, architecture mamelouke
- Dynastie usfuride  (1253-1392, Arabie orientale et centrale)
- Dynastie jarwanide (1310-1417, Qatif), chiite

#### 1500
- Guerre ottomano-mamelouke (1516-1517)
- Eyalet de Lahsa (1553-1670, Al-Hassa, Sud du golfe persique, Empire ottoman), et Eyalet du Yémen (1538–1636, 1849–1872)
- Esclavage dans l'Empire ottoman, expéditions navales ottomanes dans l'océan Indien (1509-1589), raids ottomans sur la côte swahilie (1585-1589)
- Émirat des Beni Khalid (en) (1669-1796, Al-Hufuf puis Al-Hassa)
- Famille royale saoudienne (dynastie saoudienne), liste des descendants d'Abdelaziz Al Saoud
  - Saoud ben Mohammed Al Mouqrin (1640-1725)
  - Mohammed Ibn Saoud (1710-1765) et Mohammed ben Abdelwahhab (1703-1792)
  - Émirat de Dariya (1727/1744-1818)
  - Raid sur des caravanes du Hajj en 1757 (en) par des Bédouins, avec un bilan estimé de 20 000 pèlerins morts (tués, blessés, affamés/assoiffés) 
    - après d'autres raids (1699, 1700, 1703, 1726)

  - Abdelaziz ben Mohammed ben Saoud (?-1803), souverain 1765-1803

#### 1800
- Ibrahim Pacha d'Égypte (1789-1848), wali du Hedjaz : expédition du Najd (1818) dont destruction de la ville de Dariya et décapitation d'Abdallah ben Saoud ben Abdelaziz (1785-1818)
- Émirat du Nedjd (1824-1891), deuxième État saoudien
- Première guerre égypto-ottomane (1831-1833)
- Émirat de Haïl (1835-1921) ou Rashidi ou de Jabal Shammar
- Deuxième guerre égypto-ottomane (1839-1841)
- Vilayet du Hedjaz (1872-1918, La Mecque et Taëf), vilayet de Bassora, vilayet du Yémen

#### 1900
- Nationalisme arabe, panarabisme
- Bataille de Riyad (1902)
- Émirat de Riad (en) (1902-1913)
- Émirat du Nedjd et du Hassa (1902-1921)
- Unification de l'Arabie saoudite (1902-1932)
  - ralliement de nombreux petits États arabes traditionnels, pour la plupart des émirats correspondant à des oasis ( Buraydah, Djaouf, Ghatghat, Kassim, Khurma (en), Murrah, Mutayr, Unaizah, Utayba (en))...
- Chemin de fer du Hedjaz (1908-1918)
- Émirat idrisside d'Asir (1910-1934)
- Ikhwan (1912-1930), milice religieuse islamique bédouine, Sultan ben Bajad al-Otaybi (1876-1932)
- Front du Moyen-Orient (Première Guerre mondiale, 1914-1918), histoire de l'Arabie du Sud durant la Première Guerre mondiale, partition de l'Empire ottoman (1918-1922)
- Royaume du Hedjaz (1916-1925)
- Révolte arabe de 1916-1918
- Sultanat du Nedjd (1921-1926) (Émirat de Haïl (1835-1921) dit émirat du Djebel Chammar)
- Émirat de Transjordanie (1921-1946), frontière entre l'Arabie saoudite et la Jordanie
- Raids d'Ikhwan en Transjordanie (1922-1924) (en)
- Protocole d'Uqair (1922), zone neutre Koweït-Arabie saoudite (1922-1970), zone neutre Irak-Arabie saoudite (1922-1991)
- Seconde guerre saoudo-hachémite (1924-1925)
- Royaume du Nedjd et du Hedjaz (1926-1932)
- Traité de Djeddah (1927)
- Révolte des Ikhwans (1927-1930)

#### 1932
- Recherche de pétrole à partir de 1932, concessions, découvertes (Al-Ahssa, 1938, etc.), exploitation...
- Conquête des trois provinces yéménites de l'Asir, Najran et Jizan (1934)
- Comité pour la promotion de la vertu et la prévention du vice (Arabie saoudite) (1940)

#### 1970
- Prise de la Grande Mosquée de La Mecque (1979), mosquée al-Harâm
- Al-Qaïda dans la péninsule Arabique (Yémen, depuis 1998)

#### 2000
- Liste de guerres impliquant l'Arabie saoudite